# Bunuri mobile din domeniul carte veche și manuscris clasate în patrimoniul cultural național al României aflate în județul Mureș
Acestă listă conține bunurile mobile din domeniul carte veche și manuscris clasate în Patrimoniul cultural național al României aflate la momentul clasării în județul Mureș.

## Tezaur
| Foto | Informații generale | Detalii tehnice | Descriere | Deținător                                                                 | Legături |
| ---- | --- | --- | --- | ------------------------------------------------------------------------- | -------- |
|      | Nouus annus iubileus. Uater vnser... Ich gelaub in got vater... Autor: Lucas Trapoldner, Valentinus Corvinus | Datare: 1525 Școală: Lucas Trapoldianus ac Valentinus Corvinus Dimensiuni: 16x22,5 Material: hârtie | | Biblioteca Județeană Mureș Colecții Speciale Teleki-Bolyai, Mureș         | Cimec    |
|      | Sermones de sanctis perutiles a quodam fratre hungaro ordinis minore … Autor: [Osualdus de Lasko] | Școală: [Henrich Gran, pro Johanne Rynman] Dimensiuni: In 4 (20x15) Material: Hârtie | | Biblioteca Județeană Mureș, Biroul Colecții Speciale Teleki-Bolyai, Mureș | Cimec    |
|      | [Sermones vademecum de tempore et de sanctis] Autor: [Johannes Varcellensis] | Școală: [Johann Prüss] Dimensiuni: In 4 (21x14) Material: Hârtie | | Biblioteca Județeană Mureș, Biroul Colecții Speciale Teleki-Bolyai, Mureș | Cimec    |
|      | Kalendarivm Chr[ristv]s vrvnk szuletese vtan MDCXXXII. … | Școală: [Wolffgang] Dimensiuni: In 2 (38x30) Material: Hârtie | | Biblioteca Județeană Mureș, Biroul Colecții Speciale Teleki-Bolyai, Mureș | Cimec    |
|      | [Chronica ez vilagnak yeles dolgairol] Autor: [Székely István] | Școală: [Striykouiai Lazar] Dimensiuni: In 4 (19x15) Material: Hârtie | | Biblioteca Județeană Mureș, Biroul Colecții Speciale Teleki-Bolyai, Mureș | Cimec    |
|      | Az egy omagatol valo felseges Istenrol, es az o igaz Fiarol … Autor: David Ferencz | Școală: (Heltai) Dimensiuni: In 8 (19x14) Material: Hârtie | | Biblioteca Județeană Mureș, Biroul Colecții Speciale Teleki-Bolyai, Mureș | Cimec    |
|      | Az varadi disputacionak avagy vetelkedesnec, az egy Attyaistenrol es annac Fiarol … Autor: (David Ferenc) | Școală: [Heltai] Dimensiuni: In 8 (18x13) Material: Hârtie | | Biblioteca Județeană Mureș, Biroul Colecții Speciale Teleki-Bolyai, Mureș | Cimec    |
|      | Summaria dissertatio oeconomia redemtionis nostre Autor: Paulus Michael Rhegenium | Datare: 1688 Școală: Johannes Grossius Dimensiuni: In 8 (14x8) Material: Hârtie | | Biblioteca Județeană Mureș, Târgu Mureș                                   | Cimec    |
|      | Az tekintetes es nagysagos gyarmati Balassa Balintnak istenes eneki Autor: [Rimay Janos] (Balassi Balint) | Datare: [1632-1638] Școală: [Ferenczffy Lorinc] Dimensiuni: In 12 (12x7) Material: Hârtie | | Biblioteca Județeană Mureș, Biroul Colecții Speciale Teleki-Bolyai, Mureș | Cimec    |
|      | Biblia | Datare: 1688 Școală: Tip. Domnească Dimensiuni: In 2 (42x28) Material: Hârtie | | Biblioteca Județeană Mureș, Târgu Mureș                                   | Cimec    |
|      | Pravoslavnic Marturisire | Datare: 1691 Școală: Tip. Domnească Dimensiuni: In 8 (20x15) Material: Hârtie | | Biblioteca Județeană Mureș, Târgu Mureș                                   | Cimec    |
|      | Meletie sirigul kata ton kalvinikon kephala…/Encheridion kata thes kalvinikes pherenoblabeias Autor: Dositei, Patriarhul Ierusalimului | Datare: 1690 Dimensiuni: In 4 (28x20) Material: Hârtie | | Biblioteca Județeană Mureș, Târgu Mureș                                   | Cimec    |
|      | Carte Românească de Învățătură [azania lui Varlaam] | Datare: 1643 Școală: Tiparul Domnesc Dimensiuni: In 4 (30x20) Material: Hârtie | | Biblioteca Județeană Mureș, Târgu Mureș                                   | Cimec    |
|      | Noul Testament | Datare: 1648 Școală: Gh. Rakoczi Dimensiuni: In 2 (29x19) Material: Hârtie | | Biblioteca Județeană Mureș, Târgu Mureș                                   | Cimec    |
|      | Psaltire | Datare: 1651 Școală: [Gh. Rakoczi] Dimensiuni: In 8 (17x14) Material: Hârtie | | Biblioteca Județeană Mureș, Târgu Mureș                                   | Cimec    |
|      | Molitvelnic | Datare: 1689 Dimensiuni: In 8 (19x14) Material: Hârtie | | Biblioteca Județeană Mureș, Târgu Mureș                                   | Cimec    |
|      | Chiriacodromion | Datare: 1699 Dimensiuni: In 4 (26x18) Material: Hârtie | | Biblioteca Județeană Mureș, Târgu Mureș                                   | Cimec    |
|      | Mineiul lunii septembrie | Datare: 1698 Dimensiuni: In 4 (31x21) Material: Hârtie | | Biblioteca Județeană Mureș, Târgu Mureș                                   | Cimec    |
|      | Magyar decretum Autor: Werboczi Istvan | Școală: Raphael Hoffhalter Dimensiuni: In 2 (28x19) Material: Hârtie | | Biblioteca Județeană Mureș, Târgu Mureș                                   | Cimec    |
|      | Szent Biblia Az Az Istennec O Es Wy Testamentvmanac Prophétác Es Apostoloc Által Meg Iratott Szent Könyuei Autor: KÁROLYI GÁSPÁR | Datare: 1590 Școală: MANTSKOVIT BÁLINT Dimensiuni: in 2 (23x31) Material: hârtie | | Biblioteca Județeană Mureș, Târgu Mureș                                   | Cimec    |
|      | Missale secundum chorum alme ecclesie Strigoniensis | Datare: 1513 Școală: Petri Liechtenstein, Stephani Heckel de Riwlodnarii Dimensiuni: in 4 (16x21) Material: hârtie                                                                                       | | Biblioteca Județeană Mureș, Târgu Mureș                                   | Cimec    |
|      | De falsa et vera unius Dei Patris, filiis, et Spiritus Sancti cognitione | Datare: 1567 Școală: [Hoffhalter] Dimensiuni: In 4 (19x15) Material: Hârtie | | Biblioteca Județeană Mureș, Târgu Mureș                                   | Cimec    |
|      | [De regno Christi, Liber primus…] | Școală: [1569] Dimensiuni: In 4 (19x15) Material: Hârtie | | Biblioteca Județeană Mureș, Târgu Mureș                                   | Cimec    |
|      | De mediatoris Jesu christi Autor: [David Ferenc] | Datare: 1568 Dimensiuni: In 4 (19x15) Material: Hârtie | | Biblioteca Județeană Mureș, Târgu Mureș                                   | Cimec    |
|      | Balthasar Koncz Nagy-solymosi superintendens, senioresque ecclesiarum Unum Verum Deum Patrem et Filium ejus, Jesum Christum per Spiritum Sanctum in Transylvania profitentium universis et singulis praesentes hasce visuris ac lecturis salutem et benediction Autor: Solymosi Koncz Boldizsár | Datare: [1668] Școală: [typ.Szenci Kertész Ábrahám] Dimensiuni: in 4 (15x19) Material: hârtie | | Biblioteca Județeană Mureș, Târgu Mureș                                   | Cimec    |
|      | Confessio catholica de praecipivs fidei articulis exhibita ... Imperatori Ferdinando et filio suae i. maiestatis d. regi Maximiliano ... a nobilibus item et incolis totius uallis Agrinae ... Autor: [Méliusz Juhász Péter]                                                                    | Datare: (1562) Școală: [Huszár Gál et typ. Huszár] Dimensiuni: in 4 (15x19) Material: hârtie | | Biblioteca Județeană Mureș, Târgu Mureș                                   | Cimec    |
|      | Exercitationis Theologicae, ad triplex (circa Oeconomiam salutis humanae:) Christi Officium.PARS PRIMA Qu est DE PROFETIA CHRISTI Autor: D. Johannis vander Waeyen (Defens. Paulus Czegledi) | Datare: 1680 Școală: Johannes Gyselaer Dimensiuni: In 4 (19x15) Material: Hârtie | 15x9 | Biblioteca Județeană Mureș, Târgu Mureș                                   | Cimec    |
|      | Exercitationis Theologicae, ad triplex (circa Oeconomiam salutis humanae:) Christi Officium.PARS SECUNDA Qu est DE SACERDOTIO CHRISTI Autor: D. Johannis vander Waeyen (Defens. Paulus Czegledi)                                                                                                | Datare: 1681 Școală: Johannes Gyselaer Dimensiuni: In 4 (19x15) Material: Hârtie | 15x9 | Biblioteca Județeană Mureș, Târgu Mureș                                   | Cimec    |
|      | Exercitationis Theologicae, ad triplex (circa Oeconomiam salutis humanae:) Christi Officium.PARS TERTIA Qu est DE REGNO CHRISTI Autor: D. Johannis vander Waeyen (Defens. Paulus Czegledi) | Datare: 1682 Școală: Johannes Gyselaer Dimensiuni: In 4 (19x15) Material: Hârtie | 15x9 | Biblioteca Județeană Mureș, Târgu Mureș                                   | Cimec    |
|      | SYLLABUS Assertionum, Thesium, & Hypothesium […] Autor: Johannes Posahazi | Datare: 1685 Dimensiuni: In 4 (19x15) Material: Hârtie | 16x10 | Biblioteca Județeană Mureș, Târgu Mureș                                   | Cimec    |
|      | Dissertatio Theologica de Sacramentis Foederis operum paradiso et arbore vitae Autor: D. Campegius Vitringa (Defens. Michael T. Csepregi) | Datare: 1687 Școală: Johannis Gyselaar Dimensiuni: In 4 (19x15) Material: Hârtie | 15x10 | Biblioteca Județeană Mureș, Târgu Mureș                                   | Cimec    |
|      | Q.D.B.V. Conscientia Dissertatio Morali Autor: Christiano Roehrenseen (Respond. Johannis Girischerus) | Datare: 1688 Școală: Martin Schultz Dimensiuni: In 4 (19x15) Material: Hârtie | 13x11 | Biblioteca Județeană Mureș, Târgu Mureș                                   | Cimec    |
|      | De Susceptoribus, ex Historia Ecclesiastica, Consentiente Amplissima Facultate Philosophica Autor: M. Andreas Schulerus (Respond. Johannes Abrahamus) | Datare: 1688 Școală: Matthaei Henckelii Dimensiuni: In 4 (19x15) Material: Hârtie | 16x12 | Biblioteca Județeană Mureș, Târgu Mureș                                   | Cimec    |
|      | Disputatio Philosophica de Conscientia Autor: D. Hermann Alex. Röell (Defens. Andreas Diosi) | Datare: 1689 Școală: Johannem Gyselaar Dimensiuni: In 4 (19x15) Material: Hârtie | 15x10 | Biblioteca Județeană Mureș, Târgu Mureș                                   | Cimec    |
|      | Lotionem Manuum, Disqvisitione Historica ad Factum Ponti Pilati Recensitam Autor: M. Godofredo Arnoldi (Defens. Bartholomaeus Bausnerus) | Datare: 1689 Școală: Matthaei Henckelii Dimensiuni: In 4 (19x15) Material: Hârtie | 16x12 | Biblioteca Județeană Mureș, Târgu Mureș                                   | Cimec    |
|      | Disputatio Theologica de Planctu זוסח Thammuz Quarta Autor: Johanne Braunio (Defens. Petrus V. Gidofalvi) | Datare: 1695 Școală: Catharinae Zandt Dimensiuni: In 4 (19x15) Material: Hârtie | 14x9 | Biblioteca Județeană Mureș, Târgu Mureș                                   | Cimec    |
|      | V. Testamenti Chronotaxis […] Autor: Michaelis P. Rapoti | Datare: 1696 Școală: Pauli Kassai Dimensiuni: In 4 (19x15) Material: Hârtie | 15x10 | Biblioteca Județeană Mureș, Târgu Mureș                                   | Cimec    |
|      | Dissertatio Metaphysico-theologica de Prima Veritate Exhibens certorum Dei Attributorum, Natura & Revelatione notorum[…] PARS PRIMA Autor: Campegius Vitringa (Defens. Franciscus Soos) | Datare: 1698 Școală: Johannis Gyzelaar Dimensiuni: In 4 (19x15) Material: Hârtie | 15x10 | Biblioteca Județeană Mureș, Târgu Mureș                                   | Cimec    |
|      | Dissertatio Metaphysico-Theologica de Prima Veritate Exhibens Certorum Dei Attributorum, Natura & Revelatione notorum, Legitimam cum Primo Vero Connexionem. Pars Secunda Autor: D. Herm. Alexandri Röell (Defens. Soos Franciscus)                                                             | Datare: 1698 Școală: Johannem Gyzelaar Dimensiuni: In 4 (19x15) Material: Hârtie | 15x9 | Biblioteca Județeană Mureș, Târgu Mureș                                   | Cimec    |
|      | Noul Testament sau Împăcarea, sau Leagea Noao a lui Iisus Hristos Domnului nostru Autor: Ieromonahul Silvestru și Simion Ștefan mitropolit al Bălgradului, traducători | Datare: 1648 Școală: Tipografia princiară; Gheorghe Rákóczi I, editor; Simion Ștefan, patron; Ștefan din Ohrida, Gheorghe Rusu, Martin Maior, tipografi Dimensiuni: In 2 (29,5 x 18 cm) Material: Hârtie | Noul Testament sau Împăcarea, sau Leagea Noao a lui Iisus Hristos Domnului nostru. Izvodită cu mare socotință, den izvod grecescu, și slovenescu, pre limba rumănească, cu îndemnarea și porunca, denpreună cu toată cheltuiala, a măriei sale, Gheorghie Racoți, Craiul Ardealului, i procia. Tipăritu-s-au întru a mării sale tipografie, dentăiu noou, în Ardeal în cetatea Belgradului. Anii de la întruparea Domnului și Mântuitoriului nostru Iisus Hristos 1648, luna lui ghenuariu 20. | Biblioteca Județeană Mureș, Târgu Mureș                                   | Cimec    |
|      | Noul Testament sau Împăcarea, sau Leagea Noao a lui Iisus Hristos Domnului nostru Autor: Ieromonahul Silvestru și Simion Ștefan mitropolit al Bălgradului, traducători | Datare: 1648 Școală: Tipografia princiară; Gheorghe Rákóczi I, editor; Simion Ștefan, patron; Ștefan din Ohrida, Gheorghe Rusu, Martin Maior, tipografi Dimensiuni: In 2 (31,5 x 19 cm) Material: Hârtie | Noul Testament sau Împăcarea, sau Leagea Noao a lui Iisus Hristos Domnului nostru. Izvodită cu mare socotință, den izvod grecescu, și slovenescu, pre limba rumănească, cu îndemnarea și porunca, denpreună cu toată cheltuiala, a măriei sale, Gheorghie Racoți, Craiul Ardealului, i procia. Tipăritu-s-au întru a mării sale tipografie, dentăiu noou, în Ardeal în cetatea Belgradului. Anii de la întruparea Domnului și Mântuitoriului nostru Iisus Hristos 1648, luna lui ghenuariu 20. | Biblioteca Județeană Mureș, Târgu Mureș                                   | Cimec    |
|      | Sf[â]nta și D[u]mnezeiasca Evanghelie | Datare: 1697 Școală: Tipografia Mănăstirii Snagov; Constantin Brânvoveanu și Teodosie Veștemeanul, patroni; Antim Ivireanu, tipograf și gravor. Dimensiuni: In 2 (28 x 19 cm) Material: Hârtie           | Sf[â]nta și D[u]mnezeiasca Evanghelie cu voia prea luminatului și înălțatului domn și oblăduitoriu a toată Țara Rumănească, Io Costandin B. Voevod. Și cu porunca purtătoriului Pravoslaviei prea sfințitul Chir Theodosie mitropolitul a toatei Țări Rumânești și exarhu plaiurilor. Acum a doa oră tipărită și diorthosită mai cu multă nevoință. În Sfânta Mânăstire în Sneagov, la anul de la spăseniia lumii 1697. De smeritul între ermonahi Anthim Ivireanul | Biblioteca Județeană Mureș, Târgu Mureș                                   | Cimec    |
|      | Carte românească de învățătură dumenecele preste an și la praznice împărătești și la svănți mari Autor: Varlaam mitropolit al Moldovei, traducător | Datare: 1643 Școală: În tipariul domnesc, în Mănăstirea a trei Stiteli; Vasile Lupu, editor; Varlaam, patron; Ilia Anagnost, tipograf și gravor. Dimensiuni: In 2 (29,5 x 18,5 cm) Material: Hârtie      | Carte românească de învățătură dumenecele preste an și la praznice împărătești și la svânți mari, cu zisa și toată cheltuiala lui Vasilie Voivodul și domnul țarăi Mol[dovei], din multe scripturi tălmăcită din limba sloveniască pre limba romeniască de Varlaam mitropolitul de Țara Moldovei. În tipariul domnesc, în Mănăstirea a trei Stiteli în Iași de la H[risto]s 1643. | Biblioteca Județeană Mureș, Târgu Mureș                                   | Cimec    |
|      | Carte românească de învățătură dumenecele preste an și la praznice împărătești și la svănți mari Autor: Varlaam mitropolit al Moldovei, traducător | Datare: 1643 Școală: În tipariul domnesc, în Mănăstirea a trei Stiteli; Vasile Lupu, editor; Varlaam, patron; Ilia Anagnost, tipograf și gravor. Dimensiuni: In 2 (31 x 17 cm) Material: Hârtie          | Carte românească de învățătură dumenecele preste an și la praznice împărătești și la svânți mari, cu zisa și toată cheltuiala lui Vasilie Voivodul și domnul țarăi Mol[dovei], din multe scripturi tălmăcită din limba sloveniască pre limba romeniască de Varlaam mitropolitul de Țara Moldovei. În tipariul domnesc, în Mănăstirea a trei Stiteli în Iași de la H[risto]s 1643. | Biblioteca Județeană Mureș, Târgu Mureș                                   | Cimec    |
|      | Noul Testament sau Împăcarea, sau Leagea Noao a lui Iisus Hristos Domnului nostru Autor: Ieromonahul Silvestru și Simion Ștefan mitropolit al Bălgradului, traducători | Datare: 1648 Școală: Tipografia princiară; Gheorghe Rákóczi I, editor; Simion Ștefan, patron; Ștefan din Ohrida, Gheorghe Rusu, Martin Maior, tipografi Dimensiuni: In 2 (28 x 17,5 cm) Material: Hârtie | Noul Testament sau Împăcarea, sau Leagea Noao a lui Iisus Hristos Domnului nostru. Izvodită cu mare socotință, den izvod grecescu, și slovenescu, pre limba rumănească, cu îndemnarea și porunca, denpreună cu toată cheltuiala, a măriei sale, Gheorghie Racoți, Craiul Ardealului, i procia. Tipăritu-s-au întru a mării sale tipografie, dentăiu noou, în Ardeal în cetatea Belgradului. Anii de la întruparea Domnului și Mântuitoriului nostru Iisus Hristos 1648, luna lui ghenuariu 20. | Biblioteca Județeană Mureș, Târgu Mureș                                   | Cimec    |
|      | Apostolul cu Dumnăzău Svăntul | Datare: 1683 Școală: Tipografia Mitropoliei; Șerban Cantacuzino, editor; Teodosie Veștemeanul, patron; Damaschin Gherbest, tipograf și gravor. Dimensiuni: In 2 (28 x 18 cm) Material: Hârtie            | Apostolul cu Dumnăzău Svăntul care întru acesta chip tocmit de pre orănduiala grecescului Apostol acum întâi s-au tipărit. Den porunca și cu toata cheltuiala, prealuminatului și preaînălțatului domn și oblăduitoriu a toată Țara Rumănească Io Șerban Catacuzino Voevod adevăratul nepot prebunului bătrăn Șerban Băsărab voevod. Întru folosul, și înțeleagerea pravoslavnicii rumăneștii beseareci. Îspravnic fiind preasfințitul chir Theodosie mitropolitul țărăi și exarh laturilor. În scaunul Mitropoliei Bucureștilor tipărindu-l la anul de la spăseniia lumii 1683 | Biblioteca Județeană Mureș, Târgu Mureș                                   | Cimec    |
|      | Carte românească de învățătură dumenecele preste an și la praznice împărătești și la svănți mari Autor: Varlaam mitropolit al Moldovei, traducător | Datare: 1643 Școală: În tipariul domnesc, în Mănăstirea a trei Stiteli; Vasile Lupu, editor; Varlaam, patron; Ilia Anagnost, tipograf și gravor. Dimensiuni: In 2 (30,5 x 19,5 cm) Material: Hârtie      | Carte românească de învățătură dumenecele preste an și la praznice împărătești și la svânți mari, cu zisa și toată cheltuiala lui Vasilie Voivodul și domnul țarăi Mol[dovei], din multe scripturi tălmăcită din limba sloveniască pre limba romeniască de Varlaam mitropolitul de Țara Moldovei. În tipariul domnesc, în Mănăstirea a trei Stiteli în Iași de la H[risto]s 1643. | Biblioteca Județeană Mureș, Târgu Mureș                                   | Cimec    |
|      | Carte românească de învățătură dumenecele preste an și la praznice împărătești și la svănți mari Autor: Varlaam mitropolit al Moldovei, traducător | Datare: 1643 Școală: În tipariul domnesc, în Mănăstirea a trei Stiteli; Vasile Lupu, editor; Varlaam, patron; Ilia Anagnost, tipograf și gravor. Dimensiuni: In 2 (27 x 17,5 cm) Material: Hârtie        | Carte românească de învățătură dumenecele preste an și la praznice împărătești și la svânți mari, cu zisa și toată cheltuiala lui Vasilie Voivodul și domnul țarăi Mol[dovei], din multe scripturi tălmăcită din limba sloveniască pre limba romeniască de Varlaam mitropolitul de Țara Moldovei. În tipariul domnesc, în Mănăstirea a trei Stiteli în Iași de la H[risto]s 1643. | Biblioteca Județeană Mureș, Târgu Mureș                                   | Cimec    |
|      | Carte românească de învățătură dumenecele preste an și la praznice împărătești și la svănți mari Autor: Varlaam mitropolit al Moldovei, traducător | Datare: 1643 Școală: În tipariul domnesc, în Mănăstirea a trei Stiteli; Vasile Lupu, editor; Varlaam, patron; Ilia Anagnost, tipograf și gravor. Dimensiuni: In 2 (30 x 18 cm) Material: Hârtie          | Carte românească de învățătură dumenecele preste an și la praznice împărătești și la svânți mari, cu zisa și toată cheltuiala lui Vasilie Voivodul și domnul țarăi Mol[dovei], din multe scripturi tălmăcită din limba sloveniască pre limba romeniască de Varlaam mitropolitul de Țara Moldovei. În tipariul domnesc, în Mănăstirea a trei Stiteli în Iași de la H[risto]s 1643. | Biblioteca Județeană Mureș, Târgu Mureș                                   | Cimec    |
|      | Poesii de D. Bolintinenu Autor: Dimitrie Bolintineanu, autor | Datare: 1865 Școală: Tipografia lucrătorilor asociați Dimensiuni: In 8 (20 x 14 cm) Material: Hârtie | Poesii de D. Bolintineanu atât cunoscute căt și inedite. Volumul ânteiu: Florile Bosforului. Legende istorice. Basme. Edițiunea ănteia. Bucuresci. Tipografia Lucrătorilor Asociați. 12 Pasagiul Roman 12. M DCCC LXV [1865] | Biblioteca Județeană Mureș, Târgu Mureș                                   | Cimec    |
|      | Elemente de poetica metrica si versificatiune Autor: Timotei Cipariu, autor | Datare: 1865 Școală: Tipografia Seminarului Dimensiuni: In 8 (19 x 11,5 cm) Material: Hârtie | Elemente de poetica metrica si versificatiune. Scrisa de Tim. Cipariu. Blasiu. M DCCC LX [1860]. Cu tipariului Seminariului | Biblioteca Județeană Mureș, Târgu Mureș                                   | Cimec    |
|      | C. Cornelii Taciti Opera quae existant [...] Autor: Publius Cornelius Tacitus - autor | Datare: 1687 Școală: Jacobum Hackium, tipograf Dimensiuni: In 12 (16,5 x 9 cm) Material: Hârtie | C. Cornelii Taciti opera quæ exstant ex recensione et cum animadversionibus Theodori Ryckii. Lugduni Batavorum, apud Jacobum Hackium, M DC LXXXVII [1687]. Cum privilegio. | Muzeul Județean Mureș, Târgu                                              | Cimec    |
|      | Directio methodica processus iudiciarii [...] Autor: Ioan Căian - autor | Datare: 1650 Școală: Laurentius Brever, tipograf Dimensiuni: In 4 (20 x 15,5 cm) Material: Hârtie | Directio methodica processus iudiciarii iuris consuetudinarii, inclyii Regni Hungariae per m. Joannem Kithonich de Koztanicza, artium liberalium et philosophiae magistrum, causarum regalium directorem et sacrae regni Hungariae coronae fiscalem. Rövid igazgatas a nemes Magyar országnak es hozzá tartozó részeknek szokott törveny folyasirol, mellyet deákbol magyar nyelvre forditott Kaszoni Janos Varadgyan. Leutschoviae. Typis Laurentii Breveri. Anno 1650. | Muzeul Județean Mureș, Târgu                                              | Cimec    |
|      | L. Annaei Senecae [...] Opera quae existant omnia Autor: Lucius Annaeus Seneca - autor | Datare: 1619 Școală: Joannes Ianssonius, tipograf Dimensiuni: In 8 (19,5 x 11,5 cm) Material: Hârtie | L. Annaei Senecae M. F. Philosophi et M. Annaei Senecae Rhetoris patris, Opera quae existant omnia, Variorum notis illustrata. Amstelodami. Apud Ioannem Ianssonium, M. D. C. XIX [1619]. | Muzeul Județean Mureș, Târgu                                              | Cimec    |
|      | Io. Ravisii Textoris Nivernensis, poetæ celeberrimi, Officina, sive, Theatrum Histor. et poeticum Autor: Jean Tixier - autor | Datare: 1617 Școală: Ludwig König, tipograf Dimensiuni: In 8 (18,5 x 10 cm) Material: Hârtie | Io. Ravisii Textoris Nivernensis, poetæ celeberrimi, Officina, sive, Theatrum Histor. et poeticum ex nat. comite Linocerio et Gyraldo: cum gemino indice, ad perfectionem illustratum & nova hac editione a I. Iac. Grassero civ. Romano cum augmento exornatum. Basileae, sumptibus Ludovici Regis. MDCXVII [1617]. | Muzeul Județean Mureș, Târgu                                              | Cimec    |
|      | De [ad]ministratione Transylvaniae Autor: [Kovacsóczy Farkas] | Datare: 1584 Școală: ex officina typographica Gasparis Heltj Dimensiuni: In 4. 19x15 Material: Hârtie | 14x11 | Biblioteca Județeană Mureș, Târgu Mureș                                   | Cimec    |
|      | Commentarius rerum, a Stephano rege … Autor: (Gyulai Pál) | Datare: 1581 Școală: in officina Relictae Casparis Helti Dimensiuni: In 4. 18x14 Material: Hârtie | | Biblioteca Județeană Mureș, Târgu Mureș                                   | Cimec    |
|      | Consolatio Davidis Sigemundi Cassoviensis. Autor: [Kassai Zsigmond Dávid] | Datare: 1584 Școală: [Gasparem Heltj] Dimensiuni: In 4. 18x14 Material: Hârtie | | Biblioteca Județeană Mureș, Târgu Mureș                                   | Cimec    |
|      | Epithalamium in honorem nuptiarum Spectabilis et magnfici domini Wolffgangi Kouachoczij … Autor: [Sepsiszentgyörgyi Márk András] | Datare: 1593 Școală: [Typ. Heltai] Dimensiuni: In 4. 19x15 Material: Hârtie | | Biblioteca Județeană Mureș, Târgu Mureș                                   | Cimec    |
|      | Chorus musarum honori nuptiarum vera nobilitate Autor: Jacobinus János | Datare: 1597 Școală: typis Heltanis Dimensiuni: In 4. 37x25 Material: Hârtie | | Biblioteca Județeană Mureș, Târgu Mureș                                   | Cimec    |
|      | Hodoeporicon itineris Argentoratensis insigniumque … Autor: Deidrich, Georgius | Datare: 1599 Școală: Kieffer, Carolus Dimensiuni: In 4. 18x15 Material: Hârtie | | Biblioteca Județeană Mureș, Târgu Mureș                                   | Cimec    |
|      | Elogia de obitu … Michaelis Beutherii Autor: Deidrich, Georgius | Datare: 1589 Școală: Kieffer, Carolus Dimensiuni: In 4. 19x14 Material: Hârtie | | Biblioteca Județeană Mureș, Târgu Mureș                                   | Cimec    |
|      | Epithalamion in nuptias … Georgii Melae et Annae … Autor: Deidrich, Georgius | Datare: 1592 Școală: typis Joannis Henrici Cratonis Dimensiuni: In 4. 34x25 Material: Hârtie | | Biblioteca Județeană Mureș, Târgu Mureș                                   | Cimec    |
|      | Rector Academiae Argentoratensis … studiosis adolescentibus Autor: Junius, Melchior | Datare: 1588 Școală: Typis Caroli Kiefferi Dimensiuni: In 4. 26x15 Material: Hârtie | | Biblioteca Județeană Mureș, Târgu Mureș                                   | Cimec    |
|      | Carmina gratulatoria in honorem … Georgii Deidrichi Teckensis Autor: [Misnensis, Jacobus Fabricius, Hutterus Leonhartus, Deidrich, Georgius] | Datare: 1597 Școală: typis Georgii Hoffmanni Dimensiuni: In 4. 31x21 Material: Hârtie | | Biblioteca Județeană Mureș, Târgu Mureș                                   | Cimec    |
|      | [Programma ad discipulos] Rector scholae Cibiniensis m. Georgius Deidricius … Autor: Deidrich, Georg | Datare: 1591 Școală: Typis Ioannis Henrici Cratonis Dimensiuni: In 4. 32x22 Material: Hârtie | | Biblioteca Județeană Mureș, Târgu Mureș                                   | Cimec    |
|      | Epigramma in admirandam conservationem … principis Transylvaniae … Autor: Deidrich, Georgius | Datare: 1583 Școală: Typis Ioannis Henrici Cratonis Dimensiuni: In 4. 32x20 Material: Hârtie | | Biblioteca Județeană Mureș, Târgu Mureș                                   | Cimec    |
|      | Sigismundus Bathoreus anagrammatikos Autor: Deidrich, Georgius | Datare: 1591 Școală: Typis Ioannis Henrici Cratonis Dimensiuni: In 4. 35x24 Material: Hârtie | | Biblioteca Județeană Mureș, Târgu Mureș                                   | Cimec    |
|      | [Programma ad magistros.] Rector scholae Cibiniensis m. Georgius Deidrichius … Autor: Deidrich, Georg | Datare: 1592 Școală: Typis Ioannis Henrici Cratonis Dimensiuni: In 4. 34x23 Material: Hârtie | | Biblioteca Județeană Mureș, Târgu Mureș                                   | Cimec    |
|      | Anaλτσισ [Analysis] libri sexti Ethicorum Aristotelis ad Nichomachum. Autor: Hawenreuter, Johannes Ludovicus | Datare: 1589 Școală: Kieffer Carolus Dimensiuni: In 4. 19x14 Material: Hârtie | | Biblioteca Județeană Mureș, Târgu Mureș                                   | Cimec    |
|      | [Programma ad magistros.] Rector scholae Cibiniensis m. Georgius Deidricius …. Autor: Deidrich, Georg | Datare: 1592 Școală: [typ. Crato] Dimensiuni: In 4. 37x26 Material: Hârtie | | Biblioteca Județeană Mureș, Târgu Mureș                                   | Cimec    |
|      | Mársal társalkodó Muranyi Venus Autor: Gyöngyösi István | Datare: 1664 Școală: [typ. Tüsch] Dimensiuni: In 4. 18x14 Material: Hârtie | 16x11 | Biblioteca Județeană Mureș, Târgu Mureș                                   | Cimec    |
|      | Catechismus Az az; A' keresztyéni Vallásnak és Hütnek rövid kérdésekben és feleletekben foglaltatot, szent irásbéli bizonyságokval mag-erősittetett summája avagy veleje. Autor: Alsted, Johann Heinrich. Trad. Fogarasi István                                                                 | Datare: 1648 Școală: [typ. principis] Brassai Major Márton Dimensiuni: In 8. 14x9 Material: hârtie | 13x7 | Biblioteca Județeană Mureș, Târgu Mureș                                   | Cimec    |
|      | Magyar logicatska, mellyet a kitsindedek számára irt Apatzai Janos, egy a tudomány dolgában meg kivántatot tanats-tsal egyetemben Autor: Apáczai Csere János | Datare: 1654 Școală: [typ. principis] Maior Marton Dimensiuni: In 8. 14x9 Material: hârtie | 11x8 | Biblioteca Județeană Mureș, Târgu Mureș                                   | Cimec    |
|      | Szep historia. Az tökelletes aszszonyállatokról, melly az Plutarhusból forditatot Magyar nyelwre. Autor: [Bogáti Fazekas Miklós] | Datare: 1577 Școală: [typ. Heltai Gáspárné] Dimensiuni: In 4. 18x13 Material: hârtie | 16x10 | Biblioteca Județeană Mureș, Târgu Mureș                                   | Cimec    |
|      | Historia ex Parteny Nicenensis Autor: [Szakmári Fabricius István] | Datare: 1577 Școală: [Hel]taj Gaspárné Dimensiuni: In 4. 18 x13 Material: hârtie | | Biblioteca Județeană Mureș, Târgu Mureș                                   | Cimec    |
|      | Historia continens verissimam excidii Troiani… Autor: [Lévai Névtelen] | Datare: [1576] Școală: [Komlós Andrásné házában Hoffhalter Rudolf] Dimensiuni: In 4. 18x13 Material: hârtie                                                                                              | | Biblioteca Județeană Mureș, Târgu Mureș                                   | Cimec    |
|      | [Gismunda és Gisquardus históriája.] Historia elegantissima Gismundae, regis Tancredi filiae …. Autor: Enyedi György | Datare: 1577 Școală: Hoffhalter Rodolphus Dimensiuni: In 4. 18 x 13 Material: Hârtie | | Biblioteca Județeană Mureș, Târgu Mureș                                   | Cimec    |
|      | [Grammatica Latina] Autor: Melanchton, Philipp | Datare: [1554-1556] Școală: typ. Wagner Dimensiuni: In 8. 15x8 Material: Hârtie | | Biblioteca Județeană Mureș, Târgu Mureș                                   | Cimec    |
|      | Köröztyeni tudomannak reuid summaya az tiz parancholatrol Autor: Beythe István | Datare: 1582 Școală: Manlius Ianos Dimensiuni: In 8. 14x9 Material: Hârtie | 7x5 | Biblioteca Județeană Mureș, Târgu Mureș                                   | Cimec    |
|      | Mikeppen az koroztyéni gyeuleközetben az kötözségöt … Autor: Beythe István | Datare: 1582 Școală: Manlius János Dimensiuni: In 8. 14x9 Material: Hârtie | 10x6 | Biblioteca Județeană Mureș, Târgu Mureș                                   | Cimec    |
|      | Compendium historiae universalis civilis et ecclesiasticae Autor: Johannes de Laet, autor; Joachim Feller, autor | Datare: 1679 Școală: Johann Erich Hahn, tipograf pentru Friedrich Lüderwald Dimensiuni: In 8 (17,5 X 10 cm.) Material: Hârtie                                                                            | Compendium Historiae Universalis Civilis Et Ecclesiasticae, Tam Romanae Qvam Protestantium Selectissimis Rebus Constipatum ab Imperatore Augusto ad Annum usq. Christi MDCXL. Deductum opera Iohannis Laeti. Nunc ad finem usque anni LXXIIX Continuatum a Joachimo Fellero, Poes. Prof. Publ. In Acad. Lipsiensi. Editio quarta prioribus et locupletior et emendatior. Cum Privilegio Elect. Saxon. Francofurti & Lipsiae, Apud Fridericum Lüderwaldum, Bibliop. Helmstad. Literis Johan-Erici Hahnii. Anno M DC LXXIX [1679] | Biblioteca Județeană Mureș, Târgu Mureș                                   | Cimec    |
|      | Apollonii Rhodii Argonauticorum libri IV. Ab Ieremia Hoelzino in latinum Autor: Apolonius din Rhodos, autor; Jeremias Hölzlin, traducător | Datare: 1641 Școală: Ex Officina Elzeviriana; Bonaventure și Abraham Elzevir Dimensiuni: In 8 (18 X 10,5 cm.) Material: Hârtie                                                                           | Apollonii Rhodii Argonauticorum libri IV. ab Jeremia Hœlzlino in Latinum conversi; commentario & notis illustrati, emaculati; scholiis ad carmina numerato additis concinnati. Commentarius in verborum & rerum Indicem contractus. Lugd. Batavorum : Ex Officina Elzeviriana. Anno M DC XLI [1641] | Biblioteca Județeană Mureș, Târgu Mureș                                   | Cimec    |
|      | Jeremiae Hoelzlini Comentarius et notae Ad quatuor libros Argonauticorum Apollonii Rhodii Autor: Jeremias Hölzlin, autor | Datare: [1641] Școală: [Ex Officina Elzeviriana]; [Bonaventure și Abraham Elzevir, tipografi] Dimensiuni: In 8 (18 X 10,5 cm.) Material: Hârtie                                                          | Jeremiae Hoelzlini Comentarius et notae Ad quatuor libros Argonauticorum Apollonii Rhodii | Biblioteca Județeană Mureș, Târgu Mureș                                   | Cimec    |
|      | Exemplar reconciliationis cum Hungaris factae 23 Iunii, anno 1606, nec non conditiones Pacis Turciae | Datare: 1613 Școală: Ludwig Bonnoberger, tipograf; Georg III. Thurzo von Bethlendorf, editor. Dimensiuni: In 4 (19 X 15 cm.) Material: Hârtie                                                            | Exemplar Reconciliationis Cum Hungaris factae 23. Iunij, Anno 1606. nec non Conditiones Pacis Turcicae. Denvo Typis Excussum Svmptibvs Illustrissimi Domini Comitis Georgij Thurzo de Betlehemffalua, Regni Hungariae Palatinj, & Iudicis Cumanorum necnon de Arua, perpetui Comitis, Sac: Caes. Regiaeque Majest: Intimi Consiliarij et per Hungar: Locumtenentis, &c. ad requisitionem & petitionem Regnicolarum Inclyti Regni Hungariae: Et conuenit in omnibus cum Priore excussione Pragensi ac originalibus. Viennae Austriae, Excudebat Ludovicus Bonnoberger, Die prima Mensis Junij Anno M.DC.XIII [1613] | Biblioteca Județeană Mureș, Târgu Mureș                                   | Cimec    |
|      | Conditiones Pacis inter Romanorum et Turcicum Imperatorem, Rudolphum II. & Hehomatem I | Datare: 1613 Școală: Ludwig Bonnoberger, tipograf Dimensiuni: In 4 (19 X 15 cm.) Material: Hârtie | Conditiones Pacis Inter Romanorum Et Turcicum Imperatorem, Rudolphum II. et Hehomatem I. Sultanum, ut illae Anno superiori 1606. inter utrosque tractatae et conclusae sunt. Cum Gratia superiorum Viennae Austriae, Excudebat Ludovicus Bonnoberger, in Bursa Agni, 1613 | Biblioteca Județeană Mureș, Târgu Mureș                                   | Cimec    |
|      | Coronae Hungariae descriptio emblematica Autor: Christophorus Lakner, autor | Datare: 1615 Școală: Typis Palatinis, M. Jacobus Winter, tipograf Dimensiuni: In 4 (19 X 15 cm.) Material: Hârtie                                                                                        | Coronae Hungariae Emblematica Descriptio. Authore Christophoro Lackhner J. U. D. Anno MDCXIII. Lavingae Suevorum, typis Palatinis excudebat M. Jacobus Winter Anno Domini M. DC. XV [1615] | Biblioteca Județeană Mureș, Târgu Mureș                                   | Cimec    |
|      | Innepi Ajandekul az Isten Satoraba fel-vitetett Szent Siklus Autor: Debreceni Ember Pál, autor | Datare: 1700 Școală: Tipografia lui Tótfalusi Kis Miklós, tipograf. Dimensiuni: In 4 (20 X 15 cm.) Material: Hârtie                                                                                      | Innepi Ajandekul az Isten Satoraba fel-vitetett Szent Siklus. Az-az: Az egész, Christust valló Keresztyénségtõl bé-vétetett, Isten Ditsoeségére, és a’ mi Váltságunknak nagy Titkáról való szent Elmélkedésekre szenteltetett, Sátoros Innepekre alkalmaztatott, ’s hét Szakaszokra el-osztatott Tanitások. Mellyeket, két Ekklésiákban való lakásában, az Vr ditsöségére, ’s az Isten sok keresztviselés alatt nyögö Házának lelki javára ki-munkálódott, élö nyelvvel el-mondott, és most közönséges haszonra, némelly kegyes Lelkeknek kivánságokra, ki-adott DEBRECENI EMBER PAL, mostan, a’ Losonczi Helv. Confessio szerint Reformáltatott Ekklésiában, az Ur Jésus méltatlan szolgája. Tóldalékúl adattatik, a’ Néhai Naty emlekezetü sz. I. M. Doktornak, Tudós MARTONFALVI GYÖRGYNEK, a’ Keresztyéni Inneplésröl való Tanítása. És viszont más egy jeles idvességes Elmélkedés. Kolosváratt, Nyomtattatott M. Tótfalusi Kis Miklós által. 1700 | Biblioteca Județeană Mureș, Târgu Mureș                                   | Cimec    |
|      | Joannis Henrici Boecleri in Taciti primordia annalium et historias commentatio Autor: Johann Heinrich Boekler, autor | Datare: 1664 Școală: Joannis Friderici Spoor, tipograf în officina proprie Dimensiuni: In 8 (16,5 X 9 cm.) Material: Hârtie                                                                              | Joannis Henrici Boecleri In Taciti primordia Annalium & Historias commentatio. Argentorati, Typis & impensis Joannis Friderici Spoor. Anno M DC LXIV [1664] | Biblioteca Județeană Mureș, Târgu Mureș                                   | Cimec    |
|      | Lexicon Latino–Graeco–Hungaricum, summa diligentia collectum Autor: Albert Szenczi Molnár, autor | Datare: 1611 Școală: Thomae Villeriani, tipograf; Conrad. Biermanni, editor Dimensiuni: In 8 (17,5 X 11 cm.) Material: Hârtie                                                                            | Lexicon Latino-graeco-hungaricum: Summâ collectum, adauctum & nunc recens excusum, In quo & propria nomina pro Studiosis orthographiae Graecè sunt expressa, & appellativis synonyma Graeca passim inspersa sunt non pauca: Vocivub verò positione et diphthongis carentibus, subjecti sunt versus veterum Poëtarum, quantitates syllabarum indicantes. item Dictiones Ungaricae Singulari studio collectae, Latinè conuersae, in alphabeti ordinem digestæ, & tertia sui parte adauctae, synonymisq'; Latinis locupletatae: Quibus interspersa sunt usitatiora Proverbia Ungarica, cum adjectis aequipollentibus adagiis Latinis: quae omnia sub initiali vel praecipua Prouerbii Ungarici voce facile reperientur, Auctore ALBERTO MOLNAR SZENCIENSI. Accessit ad calcem libri, IOH. HONTERI Transylv. Poema De rerum vocabulis. Item ADAMI SIBERI De officiis Scholasticorum Harainesi Iambica. Hanoviae Typis Thomae Villeriani, Impensis Conradi Biermanni et consort. MDCXI [1611] | Biblioteca Județeană Mureș, Târgu Mureș                                   | Cimec    |
|      | Desid. Erasmi Roterodami. Colloquia familiaria Autor: Erasmus de Rotterdam, autor; Petrus Rabus, ediție de | Datare: 1693 Școală: Regneri Leers, tipograf; Mulder, gravor Dimensiuni: In 8 (16,5 X 10 cm.) Material: Hârtie                                                                                           | Desid. Erasmi Roterodami Colloquia familiaria. Petrus Rabus Roterod. recensuit, & notas perpetuas addidit. Accedit conflictus Thaliae et Barbariei, auctore Erasmo. Roterodami, Typis Regneri Leers, MDCXCIII [1693] | Biblioteca Județeană Mureș, Târgu Mureș                                   | Cimec    |
|      | Opera P. Ovidii Nasonis : quibus accesserunt, primo, in Metamorphosin Autor: Publius Ovidius Naso, autor | Datare: 1568 Școală: Tipografia proprie a lui Heinrich Petri, care a fost și tipograful cărții. Dimensiuni: In 8 (15,5 X 10 cm.) Material: Hârtie                                                        | Opera P. Ovidii Nasonis : quibus accesserunt, primo, in Metamorphosin, Fastos, Heroidum & A. Sabini epistolas, non solum argumenta, Graece & Latine ex ipsis fontib. sumpta: sed etiam mythologiae, tabula chronologica, & annotationes : omnibus poeticae disciplinae studiosis, & ad intelligendum & ad imitandum frugiferae / per Ioan. Thomam Freigium ; praeterea Henrici Glareani, et Ioannis Hartungi, in Metamorphosin annotationes ; Gilberti Cognati in Philomelam, commentarius. Cl. Ptolemaei inerrantium stellarum significationes. XII Romanorum menses. Sex mensum digestio, ex libris Fastorum excerpta. Philip. Melanchthon. in libros Fastorum annotat.. Guidonis Morilloni in Heroidum epistolas argumenta, & in Ibin notatu digna. Denique Eras. Roteroda. doctissimus in nucem comment. Cum Caes Maiest. Gratia & privilegio: Basilae, ex officina Henricpetriana | Biblioteca Județeană Mureș, Târgu Mureș                                   | Cimec    |
|      | Michaelis Ritii neapolitani De regibus Francorum Autor: Michele Riccio, autor | Datare: 1534 [1535] Școală: Tipografia familiei Froben, tipografi Hyeronum Froben și Nicolaum Episcopium Dimensiuni: In 8 (17 X 11,5 cm.) Material: Hârtie                                               | Michaelis Ritii neapolitani De regibus Francorum Lib. III - De regibus Hispaniae Lib. III - De regibus Hierosolymoru Lib. I - De regibus Neapolis & Siciliae Lib. IIII - De regibus Hungariae Lib. II. Basileae, in officina Frob., MDXXXIIII [sic!] [1534] | Biblioteca Județeană Mureș, Târgu Mureș                                   | Cimec    |
|      | Petri Bembi epistolarum Leonis decimi Autor: Pietro Bembo, autor | Datare: 1540 Școală: Tipografia lui Iacobus Giunta, tipograf Theobaldus Paganus Dimensiuni: In 8 (16 X 10,5 cm.) Material: Hârtie                                                                        | Petri Bembi epistolarum Leonis decimi nomine scriptarum Libri XVI placuit ejusdem autoris epistolas aliquot sanequam doctas adnectere. Videlicet Ad Longolium III. Ad Budaeum II. Ad Erasmum I. Exudebat Lugduni. MDXL [1540] | Biblioteca Județeană Mureș, Târgu Mureș                                   | Cimec    |
|      | Caroli Clusii Atrebat Rariorum aliquot stirpium per Hispanias Autor: Charles de l'Écluse, autor | Datare: 1576 Școală: Tipografia lui Christophor Plantin Dimensiuni: In 8 (18,5 X 11 cm.) Material: Hârtie                                                                                                | Caroli Clusii Atrebat Rariorum aliquot stirpium per Hispanias observatarum historia, libris duobus expressa: ad Maximilianum II imperatorem. Antverpiae. Ex officina Christophori Plantini, Architypographi Regij. MDLXXVI [1576] | Biblioteca Județeană Mureș, Târgu Mureș                                   | Cimec    |
|      | Postilla seu expositio l[ite]ralis [et] moralis Nicolai de Lira Autor: Nicolaus de Lyra, autor | Datare: 1519 Școală: Alexandru de Bidonis, tipograf Dimensiuni: In 8 (15,5 X 10,5 cm.) Material: Hârtie                                                                                                  | Postilla seu expositio l[ite]ralis [et] moralis Nicolai de Lira Ordinis Mino[rum] sup[er] Epistolas [et] Eua[n]gelia Quadragesimalia: cu[m] q[uae]stionibus fratris Antonij Beto[n]tini eiusde[m] Ordinis, necno[n] Alexa[n]dri de Ales | Biblioteca Județeană Mureș, Târgu Mureș                                   | Cimec    |
|      | Plauti comoediae viginti Autor: Titus Maccius Plaut, autor | Datare: 1514 Școală: Philippo Giunta, tipograf Dimensiuni: In 8 (17 X 10,5 cm.) Material: Hârtie | Plauti comoediae viginti nuper recognitae et acri judicio Nicolai Angelii diligentissimi excussae | Biblioteca Județeană Mureș, Târgu Mureș                                   | Cimec    |
|      | Horatius cum quinque commentis. Quin. Horatii Flacci poemata omnia Autor: Quintus Horatius Flaccus, autor | Datare: 1536 Școală: Tipografia celebrei familii, Manuzio; Ioannis Tacuini de Tridino, tipograf Dimensiuni: In 2 (30 X 20,5 cm.) Material: Hârtie                                                        | Horatius cum quinque commentis. Quin. Horatii Flacci poemata omnia: commentantibus Antonio Mancinello, Acrone, Porphyrione, Ioanne Britanico, nec non & Iodoco Badio Ascensio Centimetrum Marii Servii. Annotationes Aldi Manutii Romani. Ratiomensuum: quibus Odaetentur: eodem Aldo authore Nicolai Peroti libellus de metris odarum. Annotationes Matthaei Bonfinis Asculani: suis locis in sertae: & ad finem ex integro restitutae. Index copiosissimus omnium vocabulorum: quae in toto opere animadversione digna visa sunt. M. D. XXXVI [1536] | Biblioteca Județeană Mureș, Târgu Mureș                                   | Cimec    |
|      | Horatius cum quinque commentis. Quin. Horatii Flacci poemata omnia Autor: Quintus Horatius Flaccus, autor | Datare: 1540 Școală: Venturiono Rossinello, tipograf Dimensiuni: In 2 (31,5 X 21,5 cm.) Material: Hârtie                                                                                                 | Horatius cum quinque commentis. Quinti Horatii Flacci poemata omnia: commentantibus Antonio Mancinello, Acrone, Porphyrione, Ioanne Britanico, nec non & Iodoco Badio Ascensio viris eruditis iunisi. Centimetrum Marii Servii. Annotationes Aldi Manutii Romani. Ratiomensuum: quibus Odaetentur: eodem Aldo authore Nicolai Peroti libellus de metris odarum. Annotationes Matthaei Bonfinis Asculani: suis locis in sertae: & ad finem ex integro restitutae. Index copiosissimus omnium vocabulorum: quae in toto opere animadversione digna visa sunt. | Biblioteca Județeană Mureș, Târgu Mureș                                   | Cimec    |
|      | Thucydidis atheniensis historiographi de bello peloponnesium Autor: Thucidide, autor | Datare: 1527 Școală: Tipograf Eucharius Cernicornus, în tipografia lui M. Godefridi Hitorpii Dimensiuni: In 2 (29,5 X 20 cm.) Material: Hârtie                                                           | Thucydidis atheniensis historiographi de bello peloponnesium athenensium-que libri VIII. Laurentio Valla interprete; & nunc a Conrado Heresbachio ad graecum exemplar diligentissime recogniti. Eucharius Cervicornus exudebat, Anno M. D. XXVII. [1527] | Biblioteca Județeană Mureș, Târgu Mureș                                   | Cimec    |
|      | Martiani Minei capellae de nuptiis Autor: Martianus Minneus Felix Capella, autor | Datare: 1532 Școală: Tipografia lui Heinrich Petri, tipograf Dimensiuni: In 2 (29,5 X 20 cm.) Material: Hârtie                                                                                           | Martiani Minei capellae de nuptiis philologiae et mercurii, libri II. Ad haec de septe artibus liberalibus, eiusde singuli urpote de Grammatica tertius. Dialectica quartus. Rhetorica quintus. Gaeometria iber sextus. Arithmetica septimus. Astronomia octavus. Musica nonus. Accurate ad veterum exemplariorum fidem a mendis quibuscatebant, vindicati, omniquae ideo harum artium studioso, non minus necesarii quam utiles. Basileae excudebat Henricus Petrus, Mense Martio, Anno M. D. XXXII [1532] | Biblioteca Județeană Mureș, Târgu Mureș                                   | Cimec    |
|      | Fabulae Aesopi iam denuo multo emendatius Autor: Aesop, autor | Datare: 1542 Școală: Ulrich Morhard Dimensiuni: In 8 (17 X 10,5 cm.) Material: Hârtie | Fabulae Aesopiam denuo multo emendatius & locupletius quam antea aeditae, autore. Ioachimo Camerario Pabergensi Catalogum indicabit pagina versa. Tubingae apud Ulricum Morhardum. Anno M. D. XLII [1542] | Biblioteca Județeană Mureș, Târgu Mureș                                   | Cimec    |
|      | M. T. Ciceronis de Philosophia Secundo volumine Autor: Marcus Tullius Cicero, autor | Datare: 1523 Școală: Tipografia lui Aldo Manuzio și Andrea Toressani Dimensiuni: In 8 (16 X 9,5 cm.) Material: Hârtie                                                                                    | M. T. Ciceronis de Philosophia Secundo volumine haec continentur. M.T.C. de natura deorum libri 3. De diuinatione libri 2. De fato liber 1. Scipionis somnium, quod è sex de rep. libris superest. De legibus libri 3. De Vniuersitate liber 1. Q. Ciceronis De petitione consulatus ad Marcum fratrem liber 1. Ne quis alius aut Venetiis, aut usquam locorum ho, impune libros imprimat, Leonis X. Pontificis Maximi. Senatus Veneti decreto cautum est. | Biblioteca Județeană Mureș, Târgu Mureș                                   | Cimec    |
|      | Biblia iconibus | Datare: 1541 Școală: Steelsius Johannes, editor; Martin Meran, tipograf. Dimensiuni: In 2 (33 X 21 cm.) Material: Hârtie                                                                                 | BIBLIA ICONIBUS artificiosissimis, quň Lectoris memoriae consulatur, tanquam emblematis quibusdam exornata. Additae sunt in interiori margine ex vetustissimis quibusque Codicibus, partim manu scriptis, partim ab ipsius Typographices iuventa excusis, VARIAE LECTIONES, quae lucem aliquam editioni vulgatae addere videbantur. HEBRAEORUM, Chaldaeorum, Graecorum, Latinorum nominum difficilium, explicatio. Cum duplici rerum & sententiarum INDICE. ANTVERPIAE Ex officina Joannis Steelsii, Anno ŕ CHRISTO nato M. D. XLI. [1541]. | Biblioteca Județeană Mureș, Târgu Mureș                                   | Cimec    |
|      | Sanctum Jesu Christi Evangelium | Datare: 1541 Școală: Martin Meran, tipograf. Dimensiuni: In 2 (33 X 21 cm.) Material: Hârtie | SANCTUM JESU CHRISTI EVANGELIUM. Secundum Matthaeum. Secundum Marcum. Secundum Lucam. Secundum Johannem. ACTA APOSTOLORUM. OMNES EPISTOLAE PAULI APOSTOLIcum epistolis catholicis. APOCALYPSIS. BEATI JOANNIS | Biblioteca Județeană Mureș, Târgu Mureș                                   | Cimec    |
|      | Christiano lectoris | Datare: [1541] Școală: Martin Meran, posibil tipograf Dimensiuni: In 2 (33 X 21 cm.) Material: Hârtie | | Biblioteca Județeană Mureș, Târgu Mureș                                   | Cimec    |
|      | M.T. Ciceronis Librorum philosophicorum Autor: Marcus Tullius Cicero, autor | Datare: 1574 Școală: Iosias Rihel, tipograf Dimensiuni: In 8 (18,5 X 11,5 cm.) Material: Hârtie | M. T. Ciceronis Philosophicorum volumen 2. Post Naugerianam & Victorianam correctionem, emendatum à Ioan. Sturmio. De natura deorum. De Diuinatione. De Fato. De Somnio Scipionis. De Legibus. De Vniuersitate. De Petitione Consulatus. Indice locupletissimo. Cum gratia & privilegio Caesareo ad annos octo M. D. LXXIIII [1574]. | Biblioteca Județeană Mureș, Târgu Mureș                                   | Cimec    |
|      | Friderici Nauseae Blancicampiani [...] Homiliarum Centuriae quator Autor: Friedrich Grau [Frederic Nausea], autor | Datare: 1540 Școală: Petrus Quentell, tipograf Dimensiuni: In 2 (28,5 X 19,5 cm.) Material: Hârtie | Friderici Nauseae Blancicampiani Sacrae Theologiae & LL. Impp. doctoris, inclytae Viennensis ecclesiae Coadiutorius, Ecclesiastae, Consiliarijs, Eva[n]gelice veritatis Homiliarum Ce[n]turiae quator, iam iterum atque iterum, abipso authore, fideliter recognitae. Ad Christianae pietatis augmentum & decus. Cum gratia et privilegio. Anno M. D. XL [1540] Mense Augusto. Coloniae, impresis Petri Quentell | Biblioteca Județeană Mureș, Târgu Mureș                                   | Cimec    |
|      | R.P.F. Philippi Diez Lusitani... Conciones, dominicarum, aestivarum, quae à dominica Autor: Felipe Diez, autor | Datare: 1591 Școală: Damiano Zenario, tipograf Dimensiuni: In 4 (18 X 11,5 cm.) Material: Hârtie | R.P.F. Philippi Diez Lusitani Ord. Min. Reg. Observantiae Provinciae S. Iacobi, Conciones, dominicarum, aestivarum, quae à dominica in Albis usque ad Pentecostem, & in Rogationibus, & a Pentecoste usque ad Aduentum, in omnibus dominicis in sancta Dei Ecclesia habentur. Tomus quartus. Cum authorum citatorum, materiarum, & sacrorum locorum locupletissimo ac fidelissimo indice. Venetiis, MDXCI. Apud Damianum Zenarium | Biblioteca Județeană Mureș, Târgu Mureș                                   | Cimec    |
|      | Giovanni Boccaccio, Genealogiae Deorum Autor: Giovanni Boccaccio, autor | Datare: 1532 Școală: Johann Herwagen, tipograf Dimensiuni: In 2 (32 X 21 cm.) Material: Hârtie | Boccaccio, Giovanni. Peri genealogias deorum libri quindecim, cum annotationibus Iacobi Micylli. Eiusdem de montium, sylvarum, fontium, lacuum, fluviorum, stagnorum & marium no / minibus. Liber I. Huc accessit rerum, & fabularum scitu dignarum copiosus index. [...] Basileae apud Io. Hervagium mense septembri Anno M. D. XXXII [1532] | Biblioteca Județeană Mureș, Târgu Mureș                                   | Cimec    |
|      | Ambrosii Calepini Dictionarium vndecim linguarum Autor: Ambrosius Calepinus, autor | Datare: 1598 Școală: Sebastian Heinrich Petri Dimensiuni: In 2 (34,5 X 20 cm.) Material: Hârtie | Ambrosii Calepini Dictionarium vndecim linguarum, iam postremo accurata emendatione ... Onomasticum vero: hoc est proprium nominum, regionum, gentium ... catalogum ... Adjunximus ... Basileae | Biblioteca Județeană Mureș, Târgu Mureș                                   | Cimec    |
|      | Institutio Christianae Autor: Jean Calvin, autor | Datare: 1585 Școală: Eustachij Vignon, Ioannis le Preux, tipografi Dimensiuni: In 8 (20,5 X 13 cm.) Material: Hârtie                                                                                     | D. Ioannis Caluini, vigilantissimi pastoris, et fidelissimi doctoris ecclesia Geneuensis Institutio Christianae religionis ab ipso authore anno 1559 & in libros quatuor digesta, certisque distincta capitibus ad aptissimam methodum, & tum aucta tam magna accessione, ut propemodum opus nouum haberi posset ; cum indice per locos communes opera N. Colladonis tunc contexto ; additi sunt postea duo indices ab Augustino Marlorato collecti anno 1562 vt testatur eius epistola: quorum prior res praecipuas: posterior, in ea expositos copiosissime sacrae scripturae locos continet ; quae ad superiores editiones recens addita sunt versa pagina breuiter indicat, & noua N. Colladonis epistola proxime praecedens caput primum totius operis. Genevae. Sumptibus Eustathij Vignon & Joannis le Preux, MDLXXXV. [1585] | Biblioteca Județeană Mureș, Târgu Mureș                                   | Cimec    |
|      | Sermones pomerii de tempore Autor: PELBARTUS DE THEMESWAR | Datare: [22. Febr.] 1500 Școală: HENRICUS GRAN, PRO JOHANNE RYNMAN Dimensiuni: In 2. (27x20) Material: Hârtie                                                                                            | | Biblioteca Județeană Mureș, Târgu Mureș                                   | Cimec    |
|      | Sermones Pomerii Quadragesimales Autor: PELBARTUS DE THEMESWAR | Datare: 10 Jul. 1500. Școală: HENRICUS GRAN, PRO JOHANNE RYNMAN Dimensiuni: In 2.(27x20) Material: Hârtie                                                                                                | | Biblioteca Județeană Mureș, Târgu Mureș                                   | Cimec    |
|      | OPERA Autor: LACTANTIUS, LUCIUS COELIUS FIRMIANUS. Ed. Johannes Andreae, episc. Aleriensis | Datare: 1497 Școală: SIMON BEVILAQUA Dimensiuni: In. 2. (31x20) Material: Hârtie | | Biblioteca Județeană Mureș, Târgu Mureș                                   | Cimec    |
|      | ETYMOLOGICUM MAGNUM GRAECUM Autor: Ed. Marcus Musurus | Datare: 1499 Școală: ZACHARIAS CALLIERGUS CRETENSIS Dimensiuni: In 2. (40x27) Material: Hârtie | | Biblioteca Județeană Mureș, Târgu Mureș                                   | Cimec    |
|      | Comoediae, cum commentariis Dontai, Guidonis Juvenalis et Johannis Calphurnii Autor: TERENTIUS AFER, PUBLIUS | Datare: 1497 Școală: SIMON DE LUERE, PRO LAZARO DE SOARDIS Dimensiuni: In 2. (31x21) Material: Hârtie | | Biblioteca Județeană Mureș, Târgu Mureș                                   | Cimec    |
|      | Metamorphoses Autor: OVIDIUS NASO, PUBLIUS | Datare: 1493 Școală: SIMON BEVILAQUA Dimensiuni: In 2. (30x21) Material: Hârtie | | Biblioteca Județeană Mureș, Târgu Mureș                                   | Cimec    |
|      | De Misteriis Aegyptiorum, Chaldaeorum, Assyriorum et Alia Opuscula Autor: IAMBLICHUS. Trad. Marsilius Ficinus | Datare: 1497 Școală: ALDUS MANUTIUS Dimensiuni: In 2. (27x19) Material: Hârtie | | Biblioteca Județeană Mureș, Târgu Mureș                                   | Cimec    |
|      | Comoediae, cum commentariis Aelis Donati et Johannis Calphurnii Autor: TERENTIUS AFER, PUBLIUS | Datare: 1492 Școală: BONETUS LOCATELLUS, pro Octaviano Scoto Dimensiuni: In 2. (30x21) Material: Hârtie                                                                                                  | | Biblioteca Județeană Mureș, Târgu Mureș                                   | Cimec    |
|      | Opera, cum commentariis Acronis, Porphyrionis, Christophori Landini et Antoni Mancinelli Autor: HORATIUS FLACCUS, QUINTUS | Școală: [PHILIPPUS PINCIUS, PRO] BENEDICTO FONTANA Dimensiuni: In 2. (30x22) Material: Hârtie | | Biblioteca Județeană Mureș, Târgu Mureș                                   | Cimec    |
|      | Epistole Heroides, cum commentariis Antonii Volsci et Ubertini Clerici Crescentinatis. SAPPHUS, EPISTOLAE ET LIBER IN IBIN, cum comentario Domitii Calderini Autor: OVIDIUS NASO, PUBLIUS | Datare: XIX. Kal. Jan. 1493. [14. Đec. 1492.] Școală: MARTINUS DE ROVADO DE LAZARONIBUS ET CHRISTOPHORUS DE QUAIETIS Dimensiuni: In 2. (30x20) Material: Hârtie                                          | | Biblioteca Județeană Mureș, Târgu Mureș                                   | Cimec    |
|      | Satyrae, cum commentario Bartholomaei Fontii Autor: PERSIUS FLACCUS, AULUS | Datare: 1482 Școală: RENALDUS DE NOVIMAGIO Dimensiuni: In 2. (31x21) Material: Hârtie | | Biblioteca Județeană Mureș, Târgu Mureș                                   | Cimec    |
|      | Satyrae, cum commentariis Johannes Britannici et Bartholomaei Fontii Autor: PERSIUS FLACCUS, AULUS | Școală: JOHANNES [TACUINUS], DE TRIDINO Dimensiuni: In 2. (30x 21) Material: Hârtie | | Biblioteca Județeană Mureș, Târgu Mureș                                   | Cimec    |
|      | Epigrammata, cum commentariis Domitii Calderini et Georgii Merulae Autor: MARTIALIS, MARCUS VALERIUS | Datare: 1493 Școală: BARTHOLOMAEUS DE ZANIS Dimensiuni: In 2. (30x20) Material: Hârtie | | Biblioteca Județeană Mureș, Târgu Mureș                                   | Cimec    |
|      | Missale Romanum Autor: Ed. Petrus Arrivabenus | Datare: 1498 Școală: JOHANNES EMERICUS, DE SPIRA, PRO LUCANTONIO GIUNTA Dimensiuni: In 8. (13x10) Material: Hârtie                                                                                       | | Biblioteca Județeană Mureș, Târgu Mureș                                   | Cimec    |
|      | CORPUS IURIS CIVILIS: IUSTINIANI INSTITUTIONES | Datare: 1493 Școală: HIERONYMUS DE PAGANINIS Dimensiuni: In 8. (16x11) Material: Hârtie | | Biblioteca Județeană Mureș, Târgu Mureș                                   | Cimec    |
|      | EPISTOLAE Autor: HIERONYMUS | Datare: 1496 Școală: JOHANNES RUBEUS VERCELLENSIS Dimensiuni: In 2. (31x21) Material: Hârtie | | Biblioteca Județeană Mureș, Târgu Mureș                                   | Cimec    |
|      | Epistolae diversorum philosophorum, oratorum, rhetorum. Pars I-II. Autor: Ed. Marcus Musurus | Datare: 1499 Școală: ALDUS MANUTIUS Dimensiuni: In 4. (21x16) Material: Hârtie | | Biblioteca Județeană Mureș, Târgu Mureș                                   | Cimec    |
|      | Legenda aurea sanctorum Autor: JACOBUS DE VORAGINE | Datare: 1497 Școală: [HENRICUS GRAN] Dimensiuni: In 4. (20x14) Material: Hârtie | | Biblioteca Județeană Mureș, Târgu Mureș                                   | Cimec    |
|      | Liber de homine Autor: MARTIUS, GALEOTTUS | Datare: [c. 1475] Școală: [TYPOGR. OPERIS BARBATIAE "JOHANNINA"] Dimensiuni: In 2. (27x20) Material: Hârtie                                                                                              | | Biblioteca Județeană Mureș, Târgu Mureș                                   | Cimec    |
|      | Vocabula Ex Iure Civilie Excerpta Autor: VEGIUS, MAPHAEUS | Datare: 1477 Școală: PHILIPPUS ALBINUS Dimensiuni: In 2. (27x20) Material: Hârtie | | Biblioteca Județeană Mureș, Târgu Mureș                                   | Cimec    |
|      | Vocabularius Iuris Utrisque | Datare: 1481 Școală: ANTONIUS KOBERGER Dimensiuni: In 2. (30x20) Material: Hârtie | | Biblioteca Județeană Mureș, Târgu Mureș                                   | Cimec    |
|      | GENEALOGIAE DEORUM. DE MONTIBUS, SILVIS, FONTIBUS etc. Autor: BOCCACCIO, GIOVANNI | Datare: 1497 Școală: MANDREDUS [DE BONELLIS] DE MONTEFERRATO Dimensiuni: In 2. (26x19) Material: Hârtie                                                                                                  | | Biblioteca Județeană Mureș, Târgu Mureș                                   | Cimec    |
|      | Facta et dicta memorabilia, cum commentario Oliverii Arzignanensis Autor: VALERIUS MAXIMUS, GAIUS | Datare: 1497 Școală: BARTHOLOMAEUS DE ZANIS Dimensiuni: In 2. (29x20) Material: Hârtie | | Biblioteca Județeană Mureș, Târgu Mureș                                   | Cimec    |
|      | De nuptiis philologiae et mercurii, de grammatica etc. Autor: MARTIANUS CAPELLA | Datare: 15 MAI 1500 Școală: DIONYSIUS BERTHOCUS Dimensiuni: In 2. (32x21) Material: Hârtie | | Biblioteca Județeană Mureș, Târgu Mureș                                   | Cimec    |
|      | Trattato ovvero sermone dell'orazione A M.A.d.S. Autor: SAVONAROLA, HIERONYMUS | Datare: c. 1495 Școală: [BARTHOLOMAEUS DE LIBRIS] Dimensiuni: In 4. (20x14) Material: Hârtie | | Biblioteca Județeană Mureș, Târgu Mureș                                   | Cimec    |
|      | Trattato dell'orazione mentale Autor: SAVONAROLA, HIERONYMUS | Datare: c. 1496 Școală: [LAURENTIUS DE MORGIANIS] Dimensiuni: In 4. (20x14) Material: Hârtie | | Biblioteca Județeană Mureș, Târgu Mureș                                   | Cimec    |
|      | Oratione di Hieremia propheta Autor: SAVONAROLA, HIERONYMUS | Datare: c. 1500 Școală: [LAURENTIUS DE MORGIANIS ET JOHANNES PETRI] Dimensiuni: In 4. (20x14) Material: Hârtie                                                                                           | | Biblioteca Județeană Mureș, Târgu Mureș                                   | Cimec    |
|      | Predica fatta il 28. Ottobre 1496. Autor: SAVONAROLA, HIERONYMUS | Datare: post 28. Oct. 1496 Școală: [ANTONIUS TUBINI, LAURENTIUS DE ALOPA VENETIANUS ET ANDREAS GHIRLANDI] Dimensiuni: In 4. (20x14)                                                                      | | Biblioteca Județeană Mureș, Târgu Mureș                                   | Cimec    |
|      | Predica fatta il sabbato dopo la seconda domenica di Quaresima l'anno 1497 Autor: SAVONAROLA, HIERONYMUS | Datare: post 17. Mart. 1497/98 Școală: [BARTHOLOMAEUS DE LIBRIS] Dimensiuni: In 4. (20x14) Material: Hârtie                                                                                              | | Biblioteca Județeană Mureș, Târgu Mureș                                   | Cimec    |
|      | Predica fatta la mattina dell'Ascensione 1497 Autor: SAVONAROLA, HIERONYMUS | Datare: post 4. Mai. 1497 Școală: [BARTHOLOMAEUS DE LIBRIS] Dimensiuni: In 4. (20x14) Material: Hârtie                                                                                                   | | Biblioteca Județeană Mureș, Târgu Mureș                                   | Cimec    |
|      | Registro delle prediche fatte nel 1495 Autor: SAVONAROLA, HIERONYMUS | Datare: post 8. Febr. 1496/97. Școală: [BARTHOLOMAEUS DE LIBRIS] Dimensiuni: In 4. (20x14) Material: Hârtie                                                                                              | | Biblioteca Județeană Mureș, Târgu Mureș                                   | Cimec    |
|      | Sermones Pomerii de Sanctis Pars. II. Autor: PELBARTUS DE THEMESWAR | Datare: 1499 Școală: HENRICUS GRAN, PRO JOHANNE RYNMAN Dimensiuni: In 4. (21x15) Material: Hârtie | | Biblioteca Județeană Mureș, Târgu Mureș                                   | Cimec    |
|      | Sermones pomerii de tempore. Pars aestivalis Autor: PELBARTUS DE THEMESWAR | Datare: 1498 Școală: HENRICUS GRAN, PRO JOHANNE RYNMAN Dimensiuni: In 4. (21x15) Material: Hârtie | | Biblioteca Județeană Mureș, Târgu Mureș                                   | Cimec    |
|      | Cynosura jurisperitorum, in qua loca decretalia et articuli Novissimarum Constitutionum Inclyti Regni Hungariae | Datare: 1700 Dimensiuni: In 8 (17,5 X 10 cm.) Material: Hârtie | Cynosura jurisperitorum in qua loca decretalia et articuli novissimarum constitutionum inclyti Regni Hungariae usque ad annum 1681, Diaetae Soproniensis inclusivé, sub titulis ordine alphabetico digestis, repraesentantur. Editio multum auctior et correctior. Leutschoviae. Anno 1700. | Biblioteca Județeană Mureș, Târgu Mureș                                   | Cimec    |
|      | Articuli Dominorvm Praelatorvm, Baronum, Magnatvm, & Nobilivm [...] Sopronii Celebrato | Datare: 1700 Dimensiuni: In 8 (17,5 X 10 cm.) Material: Hârtie | Articuli Dominorvm Praelatorvm, Baronum, Magnatvm, & Nobilivm, coeterorumque Statuum et Ordinum Regni Hungariae, &c. In Generali Eorum Conventu, Anno M.DC.LXXXI. Sopronii celebrato, conclusi, & ab ipsa Sacra Caesarea Majestate ratificati & confirmati. Leutschoviae. Anno 1700. | Biblioteca Județeană Mureș, Târgu Mureș                                   | Cimec    |
|      | Articuli diaetales Posonienses Anni MDCLXXXII | Datare: 1700 Dimensiuni: In 8 (17,5 X 10 cm.) Material: Hârtie | Articuli diaetales Posonienses Anni MDCLXXXII. Leutschoviae, Anno 1700. | Biblioteca Județeană Mureș, Târgu Mureș                                   | Cimec    |
|      | Georgii Simonis Winteri, hippiater expertus seu medicina equorum absolutissima [...] Autor: George Simon Winter, autor | Datare: 1678 Școală: Wolfgangi Mauritii Endteri, editor; Johannis Andreæ Endeteri, tipograf Dimensiuni: In 2 (33,5 X 21 cm.) Material: Hârtie                                                            | Georgii Simonis Winteri, hippiater expertus seu medicina equorum absolutissima seu medicina equorum absolutissima, tribus libri comprehensa: quorum I. agit de equorum temperamentis aetate cognoscenda morbis omnibus internis capitis oculorum aurium narium linguae dentium oris aliisque his similibus II. de affectibus internis thoracis & abdominis nempe pulmonum & cordis, itemque hepatis, lienis, ventriculi, intestinorum, renum, vesicae, nec non de purgatione equorum & pabulatione per gramen, de clysteribus, suppositoriis, de febribus & de peste III. de omnis generis unguentis oleis balsamis & emplastris in genere item de quibuscunque morbis ac symptomatibus externis ut: tumoribus, ulceribus & vulneribus cujuscunque generis ungularum etiam vitiis, fractura & luxatione ossium, medicamentorum ad horum morborum curationem necessariorum variis formulis, de venaesectione, de affectibus nervorum & c. Non minus ex probatissimis authoribus congesta, quam propria multorum annorum experientia longa Praxi stabilita & multis figuria æneis elegantissimis, remque ipsam miro artificio clarissime ob oculos ponentibus exornata & in gratiam exterarum quoque gentium ex vernacula in latinam traslata, nuncque primùm typis exscripta. Norimbergæ : sumptibus Wolfgangi Mauritii Endteri, & hæredum Johannis Andreæ Endeteri, Anno M DC LXXVIII. [1678]. | Biblioteca Județeană Mureș, Târgu Mureș                                   | Cimec    |
|      | Hugonis Grotii de iure belli et pacis libri tres, cum annotatis Autor: Hugo Grotius, autor | Datare: 1696 Școală: Johann Bauer, tipograf Dimensiuni: In 2 (34 X 20,5 cm.) Material: Hârtie | Hugonis Grotii De jure belli et pacis libri tres: cum annotatis Ipsius Autoris & clarissimi Gronovii, tum noviter accuratis commentariis perpetius Joh. Tesmari JCti Celeberrimi. Opus ut multorum annorum, ita Academiis, Aulis, Dicasteriis, diu multumque desideratum; Theologis, Jure-Consultis, Philosophis, Oratoribus, omnibusque adeo solidae eruditionis studiosis perquam utile et neccessarium; Quipe in quo Textus Grotianus Fideliter exhibetur, obscuriora perspique illustrantur, dubia auctoribus tam veterum quam recentium Scriptorum solide confirmantur, Paradoxa modeste diluuntur, omissa fedulo supplentur, aliorumque interpretationes solicite perpenduntur & inter se conseruntur. Ad calcem operis accessere Ulrici Obrechti, Jcti Ecellentissimi, Observationes ad eosdem Libros, cum Indicibus plenissimis. Francofurti ad Moenum. Sumtibus Joan. Davidis Zunneri, Typis Joannis Baueri, M DC XCVI [1696]. | Biblioteca Județeană Mureș, Târgu Mureș                                   | Cimec    |
|      | Philippi a Limborch ss. theologiæ inter Remonstrantes professoris Theologia christiana ad praxin pietatis ac promotionem pacis christianæ unice directa Autor: Philippus van Limborch, autor | Datare: 1695 Școală: Henric Westein, tipograf Dimensiuni: In 2 (32,5 X 20 cm.) Material: Hârtie | Philippi a Limborch SS. Theologiæ inter Remonstrantes professoris Theologia Christiana ad praxin pietatis ac promotionem pacis Christianæ unice directa. Editio altera, ab autore recognita & aucta. Amstelaedami. Apud Henricum Westeinium. M. DC. XCV [1695]. | Biblioteca Județeană Mureș, Târgu Mureș                                   | Cimec    |
|      | Luyts Joannes, Astronomica institutio. In qua Doctrina Sphaerica atque Theorica Autor: Luyts Johannes, autor | Datare: 1689 Școală: Francisc Halma, tipograf Dimensiuni: In 4 (23 X 17,5 cm.) Material: Hârtie | Joannis Luyts, philosophiae professoris, Astronomica institutio. : In qua doctrina sphærica atque theorica, intermixto usu sphærae cœlestis, & variis chronologicis, pertractantur. Adjunctæ sunt, in illustrationem argumenti, pluribus in locis, diversæ figuræ aeneæ. Trajecti ad Rhenum, Ex Officina Francisci Halma, Academiae Typographi, M. DC. LXXXIX [1689]. | Biblioteca Județeană Mureș, Târgu Mureș                                   | Cimec    |
|      | Francisci Ponae Ormundus libri VII Autor: Francesco Ponae, autor | Datare: 1635 Școală: Bartholomeo Merlum, tipograf Dimensiuni: In 8 (19,5 X 14,5 cm.) Material: Hârtie | Laurentio Mauroceno Senatori Ampliss. Veronae Praetori. D. Francisci Ponae Ormundus libri VII. Veronae MDCXXXV [1635]. | Biblioteca Județeană Mureș, Târgu Mureș                                   | Cimec    |
|      | [Corpus Juris Hungarici] Decreta, Constitutiones et articuli regnum inclyti regni Ungariae | Datare: 1584 Școală: Miklos Tegledi, tipograf Dimensiuni: In 2 (30,5 X 20 cm.) Material: Hârtie | [CORPUS Juris Hungarici.] Decreta, constitvtiones et articvli regvm inclyti regni Vngariae ab anno Domini millesimo trigesimo quinto ad annum sesquimillesimum octogesimum tertium publicis comitijs edita. Cvm rervm indice copioso. Tirnaviae Cum Sacrae Regiae Maiestatis gratia & privilegio. Anno Domini MDLXXXIIII [1584] recens impressa. | Biblioteca Județeană Mureș, Târgu Mureș                                   | Cimec    |
|      | Moses Explicatus. Id-est: Ceremoniarum Veteris Testamenti per Mosen latarum Detecta Veritas Autor: Szathmár-Némethi Samuel, autor | Datare: 1696 Școală: Nicolai Kis de M. Tótfalu, tipograf Dimensiuni: In 8 (15,5 X 9,5 cm.) Material: Hârtie                                                                                              | Moses Explicatus. Id-est: Ceremoniarum Veteris Testamenti per Mosen latarum Detecta Veritas. Auctore SAMUELE SZATHMÁR-NÉMETHI; S. S. Theol. in Coll. Reform. Claud. h. t. Professore. Gr. D. Claudiopoli, Ex Officina Nicolai Kis de M. Tótfalu. Anno M DC XCVI [1696]. | Biblioteca Județeană Mureș, Târgu Mureș                                   | Cimec    |
|      | Conciones sacrae in decalogum seu decem praecepta Autor: Stephanus Fabritius, autor | Datare: 1649 Școală: Georg Sonnleitner, tipograf; Pierre Aubry, gravor. Dimensiuni: In 4 (20,5 X 16,5 cm.) Material: Hârtie                                                                              | Conciones sacrae in Decalogum, seu Decem praecepta a Deo ipso duabus tabulis conscripta et per Mosen populo israëlitico tradita / a venerando et clarissimo viro Dn. Stephano Fabritio, nuper ecclesiae Bernensis anstite, in summo illius urbis templo, habitae ; quibus accesserunt aliquot conciones de impletione legis et bonis operibus, cum indice locupletissimo, in publicum ecclesiae usum evulgatae et excusae. Cum Gratia & Privilegio Magistratus Bernensis. Bernae. Typis Georgii Sonnleitneri typographi. Impensis Haeredum Autoris. Anno 1649. | Biblioteca Județeană Mureș, Târgu Mureș                                   | Cimec    |
|      | Igaz Hit, az az, Olly CCXLI. Magyar Predikaciok Autor: Comaomi Csipes Gyorgy, autor | Datare: 1666 Școală: Szenczi Kertesz Abraham, tipograf Dimensiuni: In 4 (19,5 X 14,5 cm.) Material: Hârtie                                                                                               | Igaz Hit, az az, Olly CCXLI. Magyar Predikaciok, Mellyekben A’ Keresztyéni igaz Hitnek és Vallásnak minden ágazati ugy bé-foglaltatnak, hogy mind a’ Tanitók, s mind a’ Tanulók, mi legyen hiendoe vallások, és vallando hitek, elégségesképpen meg-tanulhattyák. Mellyeket Prédikállott a’ Debreczeni Gyuelekezetben; Es, hogy holta után-is tanitson, Nemzete javára, az Anyaszentegyház épueletire, és az Istennek dicsoeségére ki-bocsátott, COMAROMI CSIPKES GYORGY. S. I. M. D. E. D. P. Szebenben, Nyomtattatott Szenczi Kertesz Abraham által. M.DC.LXVI [1666]. | Biblioteca Județeană Mureș, Târgu Mureș                                   | Cimec    |
|      | Reyher Andreas, Thesaurus sermones latini sive theatrum romano-teutonicum Autor: Reyher Andreas, autor | Datare: 1668 Școală: Salomon Reyher și Joh. Michaele Schallio, tipografi Dimensiuni: In 8 (15,5 X 9,5 cm.) Material: Hârtie                                                                              | Thesaurus Sermonis Latini, Sive Theatrum Romano-Teutonicum omnia ferme utriusq[ue] Linguae Vocabula exhibens, Philologiae, Philosophiae, Medicinae, Iurisprudentiae, ac Theologiae Tyronibus & Studiosis apprime utile ; In Sectionibus III. Cum Indice locupletissimo Editum Studio atq[ue] opera M. Andreae Reyheri, Gymn. Goth. Rectoris. Cum gratia & Privilegio S. Cas. Majestatis, Gothae Typis et Sumptibus Authoris, Apud Salomonem Reyherum, Escriptum a Joh. Michaele Schallio. Anno M. DC. LXIIX (sic!) [1668], 3 vol. | Biblioteca Județeană Mureș, Târgu Mureș                                   | Cimec    |
|      | Speculum samosathenistarum, vel socinistarum; vulga arrianorum [...] Autor: Nicolaus Cichowius, autor | Datare: 1662 Școală: In Officina Vidua & Haeredum; Francisc Cezary, tipograf Dimensiuni: In 4 (18,5 X 14,5 cm.) Material: Hârtie                                                                         | Speculum Samosathenistarum, vel Socinistarum, vulgo Arrianorum, in quo ostenditur Samosathenistas, vel Socinistas seu Arrianos, tantopere in religione Christiana, dissedere a Catholicis et Evangelicis ut inter Chistianos censeri non debeatn, sed potius esse tam dd. protestantibus quam catholicis execrabiles. Editum a patre Nicolao Cichovio Societatis Jesu. Cracoviae. In Officina Vidua & Haeredum, Francisci Cezary S. R. M. & Illustr. Ac Reverendiss. Episc. Crac. Typogr. Anno D[omi]ni 1662. | Biblioteca Județeană Mureș, Târgu Mureș                                   | Cimec    |
|      | Jean Calvin, Instituio christianae Autor: Jean Calvin, autor | Datare: 1561 Școală: Antoine Rebouil, tipograf Dimensiuni: In 8 (21 X 12 cm.) Material: Hârtie | Institutio Christianae religionis in libros quatuor nunc primum digesta, certisque distincta capitibus ad aptissimam methodum: aucta etiam tam magna accessione, ut propemodum opus nouum haberi possit:Johanne Calvino authore. Excudebat Antonius Rebulius. 1561. | Biblioteca Județeană Mureș, Târgu Mureș                                   | Cimec    |
|      | Anthologia sive florilegium Autor: Joseph Lang, autor | Datare: 1674 Școală: Josias Staedel, tipograf; Joann Walter Delin și Peter A., gravori. Dimensiuni: In 8 (18 X 10 cm.) Material: Hârtie                                                                  | Anthologia sive florilegium rerum et materiarum selectarum praecipuè sententiarum, apophthegmatum, similitudinem, exemplorum, hieroglyphicorum: ex sacris literis, patribus item, aliisq probatis linguae graecae & latinae scriptoribus collectum: studio & opera Josephi Langii Caesarimontani. Additus est index [...] Editio novissima prioribus omnibus longe emendatior et passim auctior. Argentorati cum privilegio imperiali. Excudebat Josias Staedel. M DC LXXIV [1674]. | Biblioteca Județeană Mureș, Târgu Mureș                                   | Cimec    |
|      | Epigrammatum Ioan Oweni Cambro Britanni Oxoniensis Autor: John Owen, autor | Datare: 1678 Școală: Isaia Fellgibel, tipograf Dimensiuni: In 8 (13,5 X 8 cm.) Material: Hârtie | Epigrammatum Ioan Oweni Cambro Britanni Oxoniensis. Editio postrema correctissima et posthumis quibusdam adaucta. Wratislaviae sumtibus Iesiae Fellgibeli Bibliop: 1678. | Biblioteca Județeană Mureș, Târgu Mureș                                   | Cimec    |
|      | Sacrosanti et Oecumenici Concilii Tridentini | Datare: 1644 Școală: Corn ab Egmond et Socios Dimensiuni: In 8 (15 X 9,5 cm.) Material: Hârtie | Sacrosanti et Oecumenici Concilii Tridentini Paulo III, Iulio III et Pio IV PP. MM. Celebrati Canones et Decreta. Quid in hac editione praestitusit, sequens Philippi Chissletii, Abb. Balernensis et Eccl. Vezontinae Canonici et Vic. Generalio Praefation indicabit. Col. Agrippinae, Apud Corn. Ab Egmond et Socios. 1644. | Biblioteca Județeană Mureș, Târgu Mureș                                   | Cimec    |
|      | T. Livij Patavini, Latinae Historiae Autor: Titus Livius, autor | Datare: 1554 Școală: Joannes Hervagius Dimensiuni: In 8 (20 X 12,5 cm) Material: Hârtie | T. Liuij Patauini, Latinae Historiae Principis, Decades tres: cum dimidia, longè quàm hacte nus emendatiores, compluribus locis partim Caelii Secvndi Cvrionis industria, partim collatione meliorum codicum, suæ integritati restitutis; Adiecimvs, L Flori in omnes T. Liuij libros Epitomen. Chronologiam Henrici Glareani, ab eodem recognitam & auctam. Item, Praeter superiores omnium, Annorum quoq; Ad Urbe condita, series praecipua Historiae lux, accesa sit, numeris in margine, ac literis V. C. Signata: qua ad Chronologiacollata, Consulum, Tribunorum, caeteromq, ; Ro. Reip. magistratum, Olympiadum graecarum successionem deprehendere certo liceat. Singulis quoq; Decadibus singuli sunt adiecti rerum & verborum memorabilium Indices. Basileae per Ioannes Hervagios. | Biblioteca Județeană Mureș, Târgu Mureș                                   | Cimec    |
|      | Pub. Ovidii Nasonis, Amatoria Autor: Publius Ovidius Naso, autor | Datare: 1554 Școală: Sebastian Gryphius, tipograf Dimensiuni: In 8 (18 X 11,5 cm.) Material: Hârtie | Pub. Ovidii Nasonis, Amatoria Quorum indicem sequens continet pagella. Apud Seb. Gryphium. Lugduni, 1554. | Biblioteca Județeană Mureș, Târgu Mureș                                   | Cimec    |
|      | Pomponii Melae de situ orbis libri tres Autor: Pomponius Mela, autor | Datare: 1536 Școală: Rob. Winter, tipograf Dimensiuni: In 8 (15,5 X 10 cm.) Material: Hârtie | Pomponii Melae de situ orbis libri tres. Cum Petri Ioannis Olivarii Valentini viri in geographia doctissimi scholiis. Hermolai Barbari in eundem Pomponium Melam castigationes. C. Iulii Solini Polyhistor, sive rerum orbis memorabilium collectanea, partim ad vetustissimorum exemplarium fidem restituta, partim scholiis illustrata. Rerum ac verborum in hisce omnibus memorabilium trigeminus index. | Biblioteca Județeană Mureș, Târgu Mureș                                   | Cimec    |
|      | Ez Világnak Dolgainak Igazgatasanak Mestersege Autor: Istvan Pataki, traducător | Datare: 1681 Școală: Veresegyhazi Mihaly, tipograf Dimensiuni: In 4 (19,5 X 14,5 cm.) Material: Hârtie                                                                                                   | Ez Világnak Dolgainak Igazgatasanak Mestersege, Mellyet Szaz Jeles Regulak, Es azoknak minden ez életbéli alkalmatosságokra hathatós ki-terjesztése által a’ Deáki nyelvnek nagy ékességével adott-ki nem régen egy Austriai Németh Grof Ur: és azon formában Magyarrá forditotta S. PATAKI ISTVAN, A’ Kolosvári Reformátum Collegiumnak edgyik Tanitó Mestere. Kolosvaratt, Nyomtattatott Veresegyhazi Mihaly által, M.DC.LXXXI [1681]. | Biblioteca Județeană Mureș, Târgu Mureș                                   | Cimec    |
|      | M. Valerii Martialis Epigrammata Autor: M. Valerii Martialis, autor | Datare: 1661 Școală: Francisc Hackium Dimensiuni: In 8 (18,5 X 11 cm.) Material: Hârtie | M. Valerii Martialis Epigrammata cum notis Farnabii et variorum ; geminoq[ue] indice tum rerum tum auctorum accurante Cornelio Schreveli. Lugd. Batavorum. Apud Franciscum Hackium. A[nn]o 1661. | Biblioteca Județeană Mureș, Târgu Mureș                                   | Cimec    |
|      | Iacobi Wilhelmi Imhofii Notitia S. Rom. Germanici Imperii procerum [...] Autor: Jacob Wilhelm Imhof, autor | Datare: 1699 Școală: Johann Georg Cottae, editor comercial; Melchior Gerhard Lorber, tipograf Dimensiuni: In 2 (34,5 X 20 cm.) Material: Hârtie                                                          | Jacobi Wilhelmi Imhofii Notitia S. Rom. Germanici Imperii procerum tam ecclesiasticorum quàm secularium historico-heraldico-genealogica: ad hodiernum imperii statum accommodata, et in supplementum operis genealogici Rittershusiani initio adornata, Editio quarta prioribus multò locupletior, cui accedit De proceribus Aulae Caesareae mantissa. Cum gratia & Privilegio S. Cas. Majestatis & Potentiss. Elect. Saxoniae. Stutgardiae : Sumptibus Joh. Georgii Cottae Bibliop. Tubing. Typis Melchioris Gerhardi Lorberi, Anno MDCXCIX [1699]. | Biblioteca Județeană Mureș, Târgu Mureș                                   | Cimec    |
|      | Legenda Aurea Sanctorul Autor: Jacobus de Voragine - autor | Datare: 1500 Școală: Tipograf Bonetus Locatelus. Dimensiuni: In 4° (19,5 x 15 cm) Material: Hârtie. | | Biblioteca Județeană Mureș, Târgu Mureș                                   | Cimec    |
|      | Legendae sanctorum regni Hungariae | Datare: 1498 Școală: Johann Hamann, tipograf; Johannis Paep librarii Budensis, editor. Dimensiuni: In 4° (19,5 x 15 cm) Material: Hârtie.                                                                | | Biblioteca Județeană Mureș, Târgu Mureș                                   | Cimec    |
|      | Sermones dormi secure Autor: Johannes de Verdena - autor | Datare: 1490 Școală: Johannes Amerbach, tipograf. Dimensiuni: In 8° (15,5 x 11,5 cm) Material: Hârtie.                                                                                                   | | Biblioteca Județeană Mureș, Târgu Mureș                                   | Cimec    |
|      | Vitae Sanctorum patrum Autor: [Pseudo] Hieronimus - autor | Datare: 1485 Școală: Tipografia în care a apărut Vitas patrum în anul 1483 sau tipografia lui Paludanus. Dimensiuni: In 2° (28,5 x 20 cm) Material: Hârtie.                                              | | Biblioteca Județeană Mureș, Târgu Mureș                                   | Cimec    |

## Fond
| Foto | Informații generale | Detalii tehnice | Descriere | Deținător                                      | Legături |
| ---- | --- | --- | --- | ---------------------------------------------- | -------- |
|      | Connexio Operosa, sive Dissertatio Philosophico-Theologica de Operationibus Angelorum Autor: Ruardi Andala (Defens. Stephanus Gyula Szigetinus)                                                                                 | Datare: 1708 Școală: Franciscus Halmam Dimensiuni: In 4 (19x15) Material: Hârtie | 15x10 | Biblioteca Județeană Mureș, Târgu Mureș        | Cimec    |
|      | Dissertatio Hist. Eccles. In Flavii Josephi Testimonium de Christo Autor: Christophoro Ditmaro (Defens. Josephus Cseh) | Datare: 1715 Școală: Johannis Christophorus Schwartz Dimensiuni: In 4 (19x15) Material: Hârtie                                                                                                 | 16x11 | Biblioteca Județeană Mureș, Târgu Mureș        | Cimec    |
|      | Dissertatio Theologica de Justificatione Remissione Pecatorum Autor: Barth. Holtzfus (Defens. Samuel Solymosi) | Datare: 1715 Școală: Johannes Christophorus Schwartz Dimensiuni: In 4 (19x15) Material: Hârtie                                                                                                 | 15x13 | Biblioteca Județeană Mureș, Târgu Mureș        | Cimec    |
|      | Exegesis Psalmi XVI. Pars prima (Pars secunda) Autor: Andala, Ruardus (Defens. Nicolaus Tunyogi) | Datare: 1716 Școală: Apud Franciscum Halmam Dimensiuni: in 4 (19x15 cm) Material: hârtie | | Biblioteca Județeană Mureș, Târgu Mureș        | Cimec    |
|      | Exegesiis psalmi XVI. Pars secunda Autor: Andala, Ruardus (Defens. Josephus Cs. Csernátoni) | Datare: 1716 Școală: Apud Franciscum Halmam Dimensiuni: in 4 (19x15 cm) Material: hârtie | | Biblioteca Județeană Mureș, Târgu Mureș        | Cimec    |
|      | Exercitatio theologica de bonorum operum necessitate Autor: Baczoni, I. Matheus (Defens. Michael Teleki) | Datare: (1718) Școală: Impressit Samuel Pap Telegdi Dimensiuni: in 4 (19x15 cm) Material: hârtie                                                                                               | | Biblioteca Județeană Mureș, Târgu Mureș        | Cimec    |
|      | Exercitatio theologica de natura decalogi prima. Autor: Oussel, Philipp (Defens. Michael Desö Krizbainus) | Datare: (1721) Școală: Litteris Tobiae Schwartzii Dimensiuni: in 4 (19x15 cm) Material: hârtie                                                                                                 | | Biblioteca Județeană Mureș, Târgu Mureș        | Cimec    |
|      | Exercitationes theologicae circa aeternum adorandae trinitatis consilium de regno gratiae in homine erigendo. Versantis. Pars prior. (Pars posterior) Autor: Claessen, Dieter Siegfried (Defens. Stephanus T. M. Vásárhelyi F.) | Datare: (1724) Școală: Typis Tobiae Schwartzii Dimensiuni: in 4 (19x15 cm) Material: hârtie | | Biblioteca Județeană Mureș, Târgu Mureș        | Cimec    |
|      | Dissertatio theologica, de Christo primogenito Autor: Jablonski, Paul Ernest (Defens. Andreas Huszti) | Datare: (1728) Școală: Litteris Tobiae Schwartzii Dimensiuni: in 4 (19x15 cm) Material: hârtie                                                                                                 | | Biblioteca Județeană Mureș, Târgu Mureș        | Cimec    |
|      | Dissertatio-theologico-philologica, de solenni quovis septennio praelectione legis. Autor: Milli, David (Defens. Stephanus F. Széki)                                                                                            | Datare: 1730 Școală: Apud Alexandrum van Megen, academiae typographum Dimensiuni: in 4 (19x15 cm) Material: hârtie                                                                             | | Biblioteca Județeană Mureș, Târgu Mureș        | Cimec    |
|      | Dissertatio philologico-theologica de vinea Salamonis in Baal Hamon ad locum Cant. VIII. Vs. II Autor: Velzen, Cornelius a (Defens. Samuel Orban Szathmari)                                                                     | Datare: 1735 Școală: Typis Lucae a Colenbergh, typographi et bibliopolae Dimensiuni: in 4 (19x15 cm) Material: hârtie                                                                          | | Biblioteca Județeană Mureș, Târgu Mureș        | Cimec    |
|      | Dissertatio de arbore scientiae boni et mali seu vite ferali. Literali et mystica demonstrata Autor: Michael Szathmari | Datare: 1736 Școală: apud Martinum vander Veen, Bibliopolam et typographum Dimensiuni: in 4 (19x15) Material: hârtie                                                                           | | Biblioteca Județeană Mureș, Târgu Mureș        | Cimec    |
|      | Disputatio theologico-philologica ad. Hebr. IV. 13 Autor: Irhoven, William ab (Defens Jonas Cseh Szentpeteri) | Datare: 1738 Școală: apud Alexandrum van Megen Dimensiuni: in 4 (19x15 cm) Material: hârtie | | Biblioteca Județeană Mureș, Târgu Mureș        | Cimec    |
|      | Dissertatio theologica de transfiguratione Satanae in angelum lucis, juxta 2 Corinth. XI, 14. Autor: Gyöngyösi, Paul a Pettyen (defens Stephanus Komaromi)                                                                      | Datare: 1740 Școală: litteris Philippi Schwartzii Dimensiuni: in 4 (19x15 cm) Material: hârtie                                                                                                 | | Biblioteca Județeană Mureș, Târgu Mureș        | Cimec    |
|      | Dissertatio philologico-theologica de admirabili ecclesiae conditione in medio persecutionum et afflictionum squalore, ad ps. 68. 14. Autor: van den Honert, Joannis (defens Elsner, Johannes Theophilus)                       | Datare: 1742 Școală: Apud Samuelem Luchtmans et Filium Dimensiuni: in 4 (19x15 cm) Material: hârtie                                                                                            | | Biblioteca Județeană Mureș, Târgu Mureș        | Cimec    |
|      | Dissertatio theologico-philologica in vers. 13. cap. II. Hebr. et textum apostolicae argumentationis cap. III. et IV. Autor: Conradi, Petrus (defens Stephanus Szathmari)                                                       | Datare: 1743 Școală: Excudit Gvilielmus Covlon Dimensiuni: in 4 (19x15cm) | | Biblioteca Județeană Mureș, Târgu Mureș        | Cimec    |
|      | Aenigma X. de hebraeorum tzitzith et gedilim. in loca num. 15: 37 40 et deut. 22:12 Autor: Cremer, B. S. (Defens Stephanus Herepei)                                                                                             | Datare: 1743 Școală: Apud Johannem Moojen, academiae ducatus Gelriae et comit. Zutph. typograph. Dimensiuni: in 4 (19x15 cm) Material: hârtie                                                  | | Biblioteca Județeană Mureș, Târgu Mureș        | Cimec    |
|      | Aenigma XI. De mysticis tzitzith et gedilim in loca num. 15: 37-41 et deut. 22:12 Autor: Cremer B.S. (Defens Stephanus Deesi)                                                                                                   | Datare: 1743 Școală: Apud Johannem Moojen academia ducatus Gelriae et comit. Zytph. typograph. Ord. Dimensiuni: in 4 (19x15 cm) Material: hârtie                                               | | Biblioteca Județeană Mureș, Târgu Mureș        | Cimec    |
|      | Disputatio philologico-theologica de imputatione peccati adamitici immediata ex loco Paulino Rom. cap. V. Vers. 12 demonstrata Autor: Schultens, Albert (Defens Sigisbertus Abrahamszen)                                        | Datare: 1746 Școală: Apud Samuelem Luchtmans et Filium Dimensiuni: in 4 (19x15 cm) Material: hârtie                                                                                            | | Biblioteca Județeană Mureș, Târgu Mureș        | Cimec    |
|      | Dissertatio theologica prima de festo tabernaculorum Autor: Vitringa, Campegius (Defens. Stephanus G. Komaromi) | Datare: 1720 Școală: Excudit Henricus Halma Dimensiuni: in 4 (19x15 cm) Material: hârtie | | Biblioteca Județeană Mureș, Târgu Mureș        | Cimec    |
|      | Penticostar | Datare: 1743 Școală: În Sfânta Episcopie Dimensiuni: In 4 (32x22) Material: Hârtie | | Biblioteca Județeană Mureș, Târgu Mureș        | Cimec    |
|      | Allegoria libri esther, Ministerium Novi Testamenti Autor: Fr. Joanne Veronensi - autor | Școală: Matthaei Pfeilschmidt, tipograf în officina proprie Dimensiuni: In 12 (13,5 x 9 cm) Material: Hârtie                                                                                   | Allegoria libri esther, Ministerium Novi Testamenti, ac pariter Judaicae et Roma: Synagogae ipsiusq; Pontificis reprobationem & Ecclesiae Dei per D. Lu[...] factam reformationem adumbrans. Item: Allegoria Nimrod ac Babylonis, Antichristum cum regno suo depingens. A [...] sunt 10. argumenta contra Christi in Missa oblationem, 22. contra Samuelis redivivi apparitionem, 8. contra indulgentiarum, deceptione. Fr. Joanne Veronensi, Sacri ordinis praedicatorum Jesu Christi, autore. Curiae Variscorum: Ex officina Matthaei Pfeilschmidii. Anno [...]. | Muzeul Județean Mureș, Târgu                   | Cimec    |
|      | Erneuertes und vermehrtes Kirchen-Manual Autor: Erasmus Gruber - autor | Datare: 1676 Școală: Augusto Hanckwitzen, tipograf în tipografia lui Georg Sigmund Freysingers Dimensiuni: In 12 (13,5 x 7 cm) Material: Hârtie                                                | Erneuertes und vermehrtes Kirchen-Manual Oder Handb chlein: Darinnen Was in der Evangelischen Kirchen und Gemein zu Regenspurg in offentlichem Gottesdienst gelesen gebettet und gesungen wird ordentlich in dreyen Theilen verfasset ist; Sambt einem Anhang etlicher Gebetlein so in der Kirchen bey dem Gottesdienst nutzlich k nnen gesprochen werden. Zusammen getragen durch Erasmum Gruberum der Kirchen Gottes daselbsten Pfarrern und Superintendenten. Gedruckt bey Augusto Hanckwitzen in Verlegung Georg Sigmund Freysingers des ltern Buchh ndlers. Jm M.DC.LXXVI. Jahr. [1676]. | Muzeul Județean Mureș, Târgu                   | Cimec    |
|      | Also lauten die Wort [...] | Datare: [1676] Școală: Augusto Hanckwitzen, tipograf în tipografia lui Georg Sigmund Freysingers Dimensiuni: In 12 (13,5 x 7 cm) Material: Hârtie                                              | Also lauten die wort der sechs hauptstuck dess H. Christlichen catechismi [...]. | Muzeul Județean Mureș, Târgu                   | Cimec    |
|      | Centuria. Certarum contrarietatum et dubietatum [...] Autor: Ioan Căian - autor | Datare: 1650 Școală: Laurentius Brever, tipograf Dimensiuni: In 4 (20 X 15,5 cm) Material: Hârtie                                                                                              | Centuria certarum contrarietatum et dubietatum ex Decreto Tripartito desumptarum et resolutarum per m. Ioannem Kitonich de Koztanicza artium liberalium et philosophiae magistrum, directorem causarum regalium et sacrae regni Hungariae coronae fiscalem. Leutschoviae. Anno Domini M. DC. L [1650] | Muzeul Județean Mureș, Târgu                   | Cimec    |
|      | Rerum et verborum apud L. Annaeum Senecam | Datare: 1619 Școală: Georgius Abrahami - tipograf Dimensiuni: In 8 (19,5 X 11,5 cm) Material: Hârtie                                                                                           | Rerum et verborum apud L. Annaeum Senecam Memorabiliorum. Index locuplentissimus et certissimus. | Muzeul Județean Mureș, Târgu                   | Cimec    |
|      | M. Annaei Senecae [...] Suasoriae, Controversiae; & Declamationum excerpta Autor: Andrea Schotto - autor | Datare: 1619 Școală: Joannes Ianssonius, tipograf Dimensiuni: In 8 (19,5 x 11,5 cm) Material: Hârtie                                                                                           | M. Annaei Senecae Rhetoris Suasoriae, controversiae, et declamationum excerpta ab Andrea Schotto ad veterum esemplarium sidem diligenter castigata; graecis etiam hiatibus expletis. Praeterea Iusti Lipsii et loannis Isaaci Pontani notis emendationibusque explicata et aucta. Amstelodami, Apud Ioannem Ianssonium, M. DC. XIX [1619]. | Muzeul Județean Mureș, Târgu                   | Cimec    |
|      | Oliva in campis. Oder geistlicher und fruchtbarer in das Fürstl. Autor: Franz Joseph von Rodt - autor | Datare: 1678 Școală: Rudolf Dreher, tipograf în tipografia mănăstirii Dimensiuni: In 4 (21 x 15 cm) Material: Hârtie                                                                           | Oliva in campis: Oder geistlicher und fruchtbarer in das Fürstl. Stüfft Kempten gepflantzer Oliven-Baum; Das ist: Dominical- u. Predigen de tempore durch d. Jahr hindurch; auß heiliger göttlicher Schrifft, heiligen Kirchenlehrern und Expositoribus, meistens ex fonte herauß gezogen und in ordenliche Form gericht; Auch mit Marginalien, und dreyfachen Registern, Als 1. Thematum. 2. Locorum S. Scripturae. 3. Rerum memorabilium mit Fleiß versehen P. F. Franciscum Josephum ex Busmansausen Ord FFr. Min. S. Francisci Capucinorum Provinciae Anterioris Austriae. Cum Facultate Superiorum; et Privilegio Speciali Sac. Caesareae Maiestatis. Getrucht im Furstl. Stift Kempten / Anno Christi 1678. Bey Rudolff Dreher. | Muzeul Județean Mureș, Târgu                   | Cimec    |
|      | Catavasiiariu | Datare: 1824 Școală: [Tipografia Seminarului], episcopul Ioan Bob - editor; Vlaicu - gravor (plăcile sale sunt reutilizate) Dimensiuni: In 8 (18 x 10,5 cm) Material: Hârtie                   | Catavasiiariu cu blagoslovenia Exțealeanții sale Prea luminatului și Prea o sf[i]nțitului Domnului Domn, loann Bobb Vlădica Făgărașului, și a toată Țara Ardealului, precum și a prea înălțatei Cesaro Crăeștii măriri Sfeatnic din lăuntru, și a luminatului Ord al înpăratului Leopold Comendator. Tipărit în Blaj. Anul dela mântuirea Lumii 1824. | Muzeul Județean Mureș, Târgu                   | Cimec    |
|      | Hrismos adecă prorocie a fericitului Ieromonah Agathangel Autor: Agathangel Ieronim - autor | Datare: 1818 Școală: Antonovici Dimitrie Bucovineanul, Gheorghie ierodiacon, tipografi Dimensiuni: In 4 (19,5 x 15 cm) Material: Hârtie                                                        | Hrismos adecă prorocie a fericitului Ieromonah Agathangel a monahiceștii stări a Marelui Vasilie. Fiind făcut la Messina a Sikeliei în anul 1279. Acum întâiu din sf[â]nta pronie s-au dat în tipariu la Agathopoli. în anul mântuirii 1379. Prorociia fericitului Ieromonah Agathangel a monahiceștii stări a Marelui Vasilie, fiind făcut la Messina a Sikeliei în anul mântuirii noastre 1279 precum lui de la D[u]mnezeu i s-au descoperit, care după aceasta în Țara Mediolanul în anul 1555 s-au dat la lumină de cătră pre cucearnicul părintele și Ieromonahul a stărei Sf[â]ntului Benedict a lui lacov Paleotul. Tălmăcindu-să din limba franțuzească în cea apia limbă grecească. Iar acum tălmăcindu-să în limba rumânească, s-au dat și în tipariu la anul 1818. | Muzeul Județean Mureș, Târgu                   | Cimec    |
|      | Propovedanii la îngropăciunea oamenilor morți Autor: Petru Maior - autor [culegător] | Datare: 1809 Școală: Tipografia Universității de la Buda Dimensiuni: In 4 (22 x 18 cm) Material: Hârtie                                                                                        | Propovedanii la îngropăciunea oamenilor morți culease de Petru Maior de Dicio-Sămărtin, paroh Sas-Reghinului, și Protopop Gurghiului în Ardeal, precum și la înălțatul crăescul locumtenențiale Consilium al Ungariei crăesc cărților revizor. La Buda. În crăiasca tipografie a Universității Ungurești în anul 1809. | Muzeul Județean Mureș, Târgu                   | Cimec    |
|      | Didahii adecă învățături pentru creașterea fiilor Autor: Petru Maior - autor [culegător] | Datare: 1809 Școală: Tipografia Universității de la Buda Dimensiuni: In 4 (22 x 18 cm) Material: Hârtie                                                                                        | Didahii adecă învățături pentru creașterea fiilor la îngropăciunea pruncilor morți culease de Petru Maior de Dicio-Sămărtin, paroh Sas- Reghinului, și Protopop Gurghiuiui în Ardeal, precum și la înălțatul crăescul locumtenențiale Consilium al Ungariei crăesc cărților revizor. La Buda. În crăiasca tipografie a Universității Ungurești în anul 1809. | Muzeul Județean Mureș, Târgu                   | Cimec    |
|      | Istoria pentru începutul românilor în Dachia Autor: Petru Maior - autor | Datare: 1812 Școală: Tipografia Universității de la Buda Dimensiuni: In 4 (22 x 18 cm) Material: Hârtie                                                                                        | Istoria pentru începutul românilor în Dachia. Întocmită de Petru Maior de Dicio-Sânmărtin, Protopop, și la înălțatul Crăescul Consilium Locumtenențiale al Ungariei crăesc a cărților revizor. La Buda. În Crăiasca Tipografie a Universității Ungurești din Pesta. 1812. | Muzeul Județean Mureș, Târgu                   | Cimec    |
|      | Catavasiariu cu multe preste tot anul trebuincioasă cântări Autor: Maria Tereza împărăteasă a Austrie - patron | Datare: 1769 Școală: Tipografia Mănăstirii Bunei Vestiri, tipograf Petru Papavici Dimensiuni: In 8 (16 x 9 cm) Material: Hârtie                                                                | Catavasiariu cu multe preste tot anul trebuincioasă cântări. Acum adoao oară așezat, și tipărit. Supt stăpânirea prea înălțatei împărăteasei Râmleanilor, Prințeasei Ardealului, Iproci: Doafmnei] Doamne[i] Măriei Theresiei. Cu blagosloveniia celor mai mari. În Tipografia Mănăstirii Bunei Vestiri: în Blaj. Anii de la H[risto]s 1769. De Petru Papavici Tipograf Răm. | Muzeul Județean Mureș, Târgu                   | Cimec    |
|      | Catavasiiariu Autor: Domnul Țării Românești Grigorie al lll-lea Alexandru Ghic -, patron | Datare: 1769 Școală: Tipografia Episcopiei; episcopul Partenie, editor; Gheorghe Atanasievici, ieromonahul Cosma Vlahul, Ion Zețarul, tipografi Dimensiuni: In 8 (16 x 11 cm) Material: Hârtie | Catavasiiariu. Acum întru acestaș chip tipărit întru Întâia Domnie a prea luminatului D[o]mn io Grigorie Alexandru Ghica Voevod. Cu Blagosloveniia și cheltuiala Sfinții sale lubitoriului de D[u]mnezeu Chir Parthenie episcopul Răm. În sfânta Episcopie a Râmnicului la anul de la Hs. 1769. S-au tipărit de Popa Gheorghie Atanasi Vici tipograful Rîmniceanul. | Muzeul Județean Mureș, Târgu                   | Cimec    |
|      | Octoih ce să zice elineaște Paraciitichi Autor: Domnul Țării Românești Constantin Racoviță - patron; Rafail monah - diortositor (traducător)                                                                                    | Datare: 1763 Școală: Tipografia Episcopiei; episcopul Grigorie (Socoteanu) al Râmnicului, editor; Constantin Atanasievici, tipograf și gravor Dimensiuni: In 4 (21 x 15 cm) Material: Hârtie   | Octoih ce să zice elineaște Paraciitichi ce cuprinde în sine slujba învierii a opt glasuri și ceaie 11 Ev[an]g[he]lii și Sinaxariul peste tot Anul, și Obștea cu Troparele, și Condacele și Bogorodiciele la toți Sfinții de obște. Acum într-acesta chip a doaoră tipărit. Întru a doao Domnie, a Prea Luminatului nostru Domn Io Constantin Mihai Racoviță Voevod. Cu Blagoslovenii și cu toată chieltuiala Sfinții Sale de D[u]mnezeu iubitoriu Chir Grigorie Episcopul Răm[nicului]. În Sf[â]nta Ep[i]scopie a Râmnicului. Leat 7271 iară de la Hs. 1763. De cucearnicul între preoți Popa Constandin Atanasie Vici Tip. Răm. | Muzeul Județean Mureș, Târgu                   | Cimec    |
|      | Sf[â]nta și Dumnezeiasca a lui l[su]s H[risto]s Eva[n]ghelie Autor: Împăratul Francisc I - patron | Datare: 1817 Școală: Tipografia Seminarului; Sandu, gravor (sunt reutilizate plăcile pentru gravuri) Dimensiuni: In 2 (34 x 21,5 cm) Material: Hârtie                                          | Sf[â]nta și Dumnezeiasca a lui l[su]s H[risto]s Eva[n]ghelie. Acum a treia oară tipărită sub stăpânirea Prea înălțatului împărat al Austriei, Marelui Prinț al Ardealului și cealelalte, Franțisc I. Cu blagosloveniia Exselenției sale Prea o Sfințitului și Prea Luminatului D[o]mn Vlădica Făgărașului loann Bobb. În Blaj la Mitropolie cu tipariul Seminariului. La anul de la H[risto]s 1817. | Muzeul Județean Mureș, Târgu                   | Cimec    |
|      | Octoih | Datare: 1712 Școală: Tipograf Grigorie Radovici Dimensiuni: 19,5 x 13,5 cm Material: Hârtie | | Muzeul Etnografic „Anton Badea” Reghin, Reghin | Cimec    |
|      | Octoih | Datare: 1720 Școală: Tipografia Mitropoliei București Dimensiuni: 19 x 13,5 cm Material: Hârtie                                                                                                | | Muzeul Etnografic „Anton Badea” Reghin, Reghin | Cimec    |
|      | Octoihul cel mic | Datare: 1833 Școală: Tipograf Gheorghe de Clozius (moștenită de la Ioan Bart din Sibiu) Dimensiuni: 18 x 10,5 cm Material: Hârtie                                                              | | Muzeul Etnografic „Anton Badea” Reghin, Reghin | Cimec    |
|      | Liturghier | Datare: 1741 Școală: Tipografia Școalei Văcăreștilor din București; tipograf Gheorghe de Clozius Dimensiuni: 21 x 14,5 cm Material: Hârtie                                                     | | Muzeul Etnografic „Anton Badea” Reghin, Reghin | Cimec    |
|      | Molitvenic | Datare: 1749 Școală: Tipografia Mitropoliei Iași; tipograf Ieremia Marcovici Dimensiuni: 21 x 14,5 cm Material: Hârtie                                                                         | | Muzeul Etnografic „Anton Badea” Reghin, Reghin | Cimec    |
|      | Catavasier | Datare: 1747 Școală: Tipografia Episcopiei Râmnicului; tipograf Mihai Atanasievici Dimensiuni: 17 x 11,5 cm Material: Hârtie                                                                   | | Muzeul Etnografic „Anton Badea” Reghin, Reghin | Cimec    |
|      | Catavasier | Datare: 1762 Școală: Tipografia Mănăstirii Sfintei Troițe din Blaj; tipograf Dimitrie Râmniceanul Dimensiuni: 15 x 9 cm Material: Hârtie                                                       | | Muzeul Etnografic „Anton Badea” Reghin, Reghin | Cimec    |
|      | Octoih | Datare: 1763 Școală: Tipografia Episcopiei Râmnicului; tipograf Mihai Atanasievici Dimensiuni: 20 x 15 cm Material: Hârtie                                                                     | | Muzeul Etnografic „Anton Badea” Reghin, Reghin | Cimec    |
|      | Acatist | Datare: 1774 Școală: Tipografia Mănăstirii Buna Vestire din Blaj; tipograf Petru Papavici Dimensiuni: 11,5 x 7,5 cm Material: Hârtie                                                           | | Muzeul Etnografic „Anton Badea” Reghin, Reghin | Cimec    |
|      | Catavasier | Datare: 1777 Școală: Tipografia Mitropoliei din Blaj; tipograf Petru Papavici Dimensiuni: 17,5 x 10 cm Material: Hârtie                                                                        | | Muzeul Etnografic „Anton Badea” Reghin, Reghin | Cimec    |
|      | Catavasier | Datare: 1777 Școală: Tipografia Mitropoliei din Blaj; tipograf Petru Papavici Dimensiuni: In 16° (18,5 x 10,5 cm) Material: Hârtie                                                             | | Muzeul Etnografic „Anton Badea” Reghin, Reghin | Cimec    |
|      | Catavasier | Datare: 1769 Școală: Tipografia Mitropoliei din Blaj; tipograf Petru Papavici Dimensiuni: In 16° (18,5 x 11 cm) Material: Hârtie                                                               | | Muzeul Etnografic „Anton Badea” Reghin, Reghin | Cimec    |
|      | Catechismul cel Mare | Datare: 1815 Școală: Tipografia Seminarului din Blaj Dimensiuni: In 4° (17,5 x 10,5 cm) Material: Hârtie                                                                                       | | Muzeul Etnografic „Anton Badea” Reghin, Reghin | Cimec    |
|      | Ceaslov | Datare: 1816 Școală: Tipografia familiei Bart de la Sibiu Dimensiuni: In 4° (17,5 x 11 cm) Material: Hârtie                                                                                    | | Muzeul Etnografic „Anton Badea” Reghin, Reghin | Cimec    |
|      | Dictiones Ungaricae, Summo studio collectae et Latinè conversae, juxtaque ordinem literarum Autor: Albert Szenczi Molnár, autor                                                                                                 | Datare: 1611 Școală: Thomae Villeriani, tipograf; Conrad. Biermanni, editor Dimensiuni: In 8 (17,5 X 11,5 cm.) Material: Hârtie                                                                | Dictiones Ungaricae, Summo studio collectae et Latinè conversae, juxtaque ordinem literarum, prout scribi solent, digestae, Nunc denuo diligenter emendatae, plurimis vocibus, formulisq'ue loquendi Latinè redditis auctae: & usitatioribus Proverbiis Ungaricis, cum latinis Adagiis aequipollentibus locupletatae; quae ad initialem vel praecipuam Adagionis Ungaricae vocem facilè invenientur. Auctore ALBERTO MOLNAR SZENCIENSI. Hanoviae, Typis Thomae Villeriani, Impensis Conr. Biermanni et consort. Anno Domini MDCXI [1611] | Biblioteca Județeană Mureș, Târgu Mureș        | Cimec    |
|      | Prones de messire Claude Joli, Eveque et Compte D'Agen Autor: Claude Joli, autor | Datare: 1693 Școală: Edme Couterot, tipograf Dimensiuni: In 12 (15,5 X 9 cm.) Material: Hârtie                                                                                                 | Prônes de messire Claude Joli, eveque et comte d'Agen, pour tous les dimanches de l'année. Tome second, Où il est traité [...] Paris, Chez Edme Couterot, rue St. Jaques, au bon Pasteur. M. DC. XCIII. [1693]. Avec Approbation & Privilege du Roi | Biblioteca Județeană Mureș, Târgu Mureș        | Cimec    |
|      | Compendium Juris Brevissimis Verbis Autor: Wolfgang Adam Lauterbach, autor; Joh. Jacobo Schützio, autor. | Datare: [1697] Școală: Joh. Georgii & Christ. Godofr. Cottae, editori Dimensiuni: In 4 [in 8] (21 X 16,5 cm [19 X 11 cm.]) Material: Hârtie                                                    | Compendium Juris Brevissimis Verbis, sed amplissimo sensu & allegationibus, universam fere materiam juris Exhibens: E lectionibus excellentissimi domini W. AD. Lauterbachii, J.U.D. quondam Prof. Primar. Tubingensis, Tandem Directoris Consistorii Ecclesiast. Ducatus Wirtemb. &c. Primum usui privato collectum, postea vero multorum rogationibus publico datum a B. DN. Joh. Jacobo Schützio. Nunc noviter singulari studio & accuratione ab innumeris mendis repurgatum, & collatis omnibus hucusque evulgatis Editionibus, exactissime emandatum. Accessere in gratiam Studiosae Juventutis ubique locaparalela, affinia, correlata, & alia Compendium hocce copiose & insigniter ex se ipso illustrantia, peculiari industria selecta, & ad marginem cujusvis paginae sideliter allegata. Cum Speciali Privilegio CAESAREO, POLONICO & SAXONICO. TUBINGAE, FRANCOFURTI & LIPSIAE. Sumtibus Joh. Georgii & Christ. Godofr. Cottae | Biblioteca Județeană Mureș, Târgu Mureș        | Cimec    |
|      | C. Plinii Secundi Naturalis Historiae Autor: Caius Plinius Secundus, autor | Datare: 1635 Școală: Ex officina Elzeviriana; Bonaventure și Abraham Elzevir, tipografi; Cornel. Cl. Dusend [Duysend], gravor Dimensiuni: In 12 (13,5 X 7 cm.) Material: Hârtie                | C. Plinii Secundi Naturalis historiae, Tomus secundus. Lugd. Batavorum Ex officina Elseviriana, M DC XXXV [1635]. | Biblioteca Județeană Mureș, Târgu Mureș        | Cimec    |
|      | M. Annaei Senecae rhetoris, Suasoriae, Controversiae, cum Declamationum excerptis Autor: Lucius Annaeus Seneca, autor | Datare: 1658 Școală: Tipografi Ludovic și Daniel Elzevir Dimensiuni: In 12 (13,5 X 7,5 cm.) Material: Hârtie                                                                                   | M. Annaei Senecae rhetoris, Suasoriae, Controversiae, cum Declamationum excerptis. Tomus tertius. Amstelodami, Apud Ludovicum & Danielem Elzevirios. M DC LVIII [1658]. | Biblioteca Județeană Mureș, Târgu Mureș        | Cimec    |
|      | Triod | Datare: 1726 Școală: Tipografia Mitropoliei din București; tipograf Stoica Iacovici Dimensiuni: In 4º Material: Hârtie, tuș; tipărire, gravare.                                                | | Muzeul Etnografic „Anton Badea”, Reghin        | Cimec    |
|      | Molitvenic | Datare: 1729 Școală: Tipografia Mitropoliei din București; tipograf Stoica Iacovici Dimensiuni: In 4º Material: Hârtie, tuș; tipărire, gravare.                                                | | Muzeul Etnografic „Anton Badea”, Reghin        | Cimec    |
|      | Liturghier | Datare: 1756 Școală: Tipografia Mânăstirii Sfintei Troițe din Blaj; tipograf Mihai Becicherechi Dimensiuni: In 4º Material: Hârtie, tuș; tipărire, gravare.                                    | | Muzeul Etnografic „Anton Badea”, Reghin        | Cimec    |
|      | Orologhion | Datare: 1766 Școală: Tipografia Mânăstirii Bunei Vestiri din Blaj; tipograf Petru Râmniceanul Dimensiuni: In 8º Material: Hârtie, tuș; tipărire, gravare.                                      | | Muzeul Etnografic „Anton Badea”, Reghin        | Cimec    |
|      | Psaltire | Datare: 1766 Școală: Tipografia Mitropoliei din Iași; tipograf Grigorie Stanovici Dimensiuni: In 4º Material: Hârtie, tuș; tipărire, gravare.                                                  | | Muzeul Etnografic „Anton Badea”, Reghin        | Cimec    |
|      | Psaltire | Datare: 1780 Școală: Tipografia Mitropoliei din Blaj Dimensiuni: In 8º Material: Hârtie, tuș; tipărire, gravare.                                                                               | | Muzeul Etnografic „Anton Badea”, Reghin        | Cimec    |
|      | Molitvenic | Datare: 1784 Școală: Tipografia Seminarului din Blaj; tipograf Ioanichie Endredi Dimensiuni: In 4º Material: Hârtie, tuș; tipărire, gravare.                                                   | | Muzeul Etnografic „Anton Badea”, Reghin        | Cimec    |
|      | Ceaslov | Datare: 1805 Școală: Tipografia familiei Bart din Sibiu; tipograf Ioan Bart Dimensiuni: In 4º Material: Hârtie, tuș; tipărire, gravare.                                                        | | Muzeul Etnografic „Anton Badea”, Reghin        | Cimec    |
|      | Polustav | Datare: 1808 Școală: Tipografia de la Blaj Dimensiuni: In 8º Material: Hârtie, tuș; tipărire, gravare.                                                                                         | | Muzeul Etnografic „Anton Badea”, Reghin        | Cimec    |
|      | Forma clerului și a păstorului bun Autor: Ioan Bob, episcop greco-catolic - autor | Datare: 1809 Școală: Tipografia Seminarului din Blaj Dimensiuni: In 8º Material: Hârtie, tuș; tipărire, gravare.                                                                               | | Muzeul Etnografic „Anton Badea”, Reghin        | Cimec    |